# Huta „Baildon”
Huta „Baildon” – funkcjonująca w latach 1823–2001 huta żelaza w Katowicach, położona na obszarze dzielnic Dąb i Załęże.
Została założona w 1823 roku przez szkockiego inżyniera Johna Baildona jako pudlingarnia, a po rozbudowaniu stała się jednym z najnowocześniejszych zakładów hutniczych w Europie. Podczas II wojny światowej produkowała dla celów zbrojeniowych, a po 1945 roku ulegała dalszemu rozwojowi, uruchamiając nowe i rozbudowując stare wydziały. W 2001 roku spółka akcyjna Huta Baildon została postawiona w stan upadłości, a w 2016 roku wykreślono ją z listy przedsiębiorców. 
Huta specjalizowała się w produkcji stali wysokiej jakości, wyrobów walcowanych oraz szerokiego asortymentu wyrobów specjalnych, w tym wierteł, elektrod, magnesów czy węglików spiekanych. Łącznie w całym okresie działalności huty „Baildon” wytwarzano ponad 12 tys. asortymentów. 

## Historia

### Kuźnica załęska
Zanim została założona huta „Baildon”, na terenie Załęża przy granicy z Dębem w rejonie ulicy Żelaznej działała kuźnica załęska, której początki sięgają przypuszczalnie czasów średniowiecznych, prawdopodobnie drugiej połowy XV wieku. Produkowano w niej żelazo kowalne, a surowcem był żelaziak wydobywany w Załężu. Walenty Roździeński w wydanej w 1612 roku w Krakowie Officina ferraria nie wspominał o kuźnicy w Załężu, gdyż była ona wówczas nieczynna. Wznowiła działalność około 1640 roku, lecz inne dokumenty sugerują istnienie w tym czasie młyna. Pierwszy dokument dotyczący już funkcjonującej kuźnicy pochodzi z 1671 roku. 
Źródła wzmiankują kuźnicę jeszcze w 1728 roku, a w 1736 roku była ona zaznaczona na mapie Johanna Wolfganga Wielanda. Nie ma jej na mapie wojskowej z lat 1746–1753, natomiast na mapie lat 1794–1795 w jej miejscu znajdował się już młyn. Według Ludwika Musioła kuźnicę zostawiono na krótko przed 1734 rokiem. Młyn wodny w Załężu działał do około 1855 roku.

### Początki i okres przedwojenny

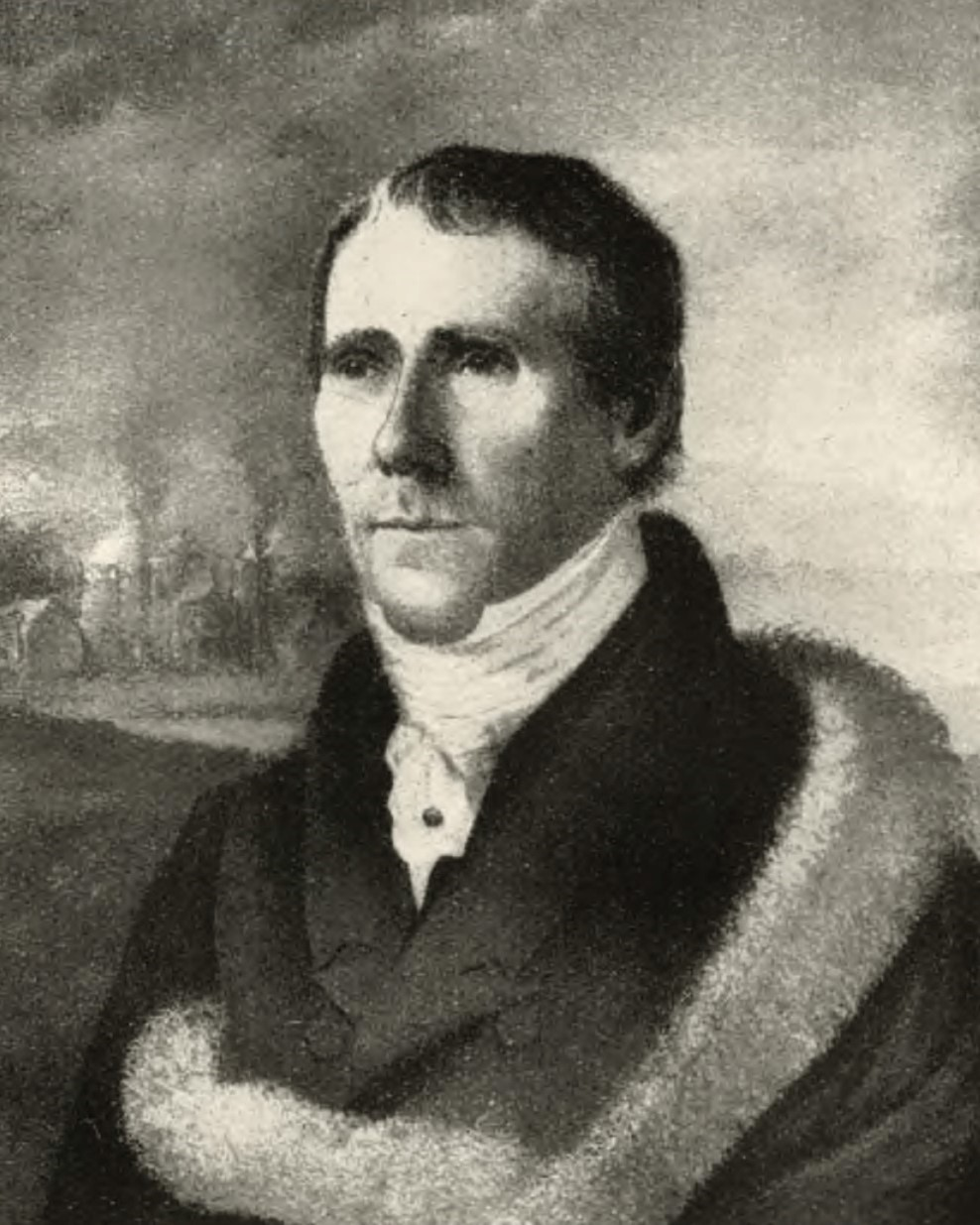
John Baildon, założyciel pudlingarni

Na obszarze Dębu w 1823 roku pochodzący ze Szkocji John Baildon zainicjował budowę pudlingarni i walcowni sztab. W tym celu powołał wraz z właścicielem fabryki cygar Josephem Domsem z Raciborza, kupcem Adolfem Wenzelem z Wrocławia i doktorem medycyny Vilemem Homolacsem z Frýdlandu spółkę na potrzeby budowanego zakładu. Partycypowali oni w kosztach budowy pudlingarni oraz stali się jej współwłaścicielami.  
Pudlingarnia powstała na łęgach nad Rawą, nad stawem, nieopodal miejsca, gdzie była wcześniej czynna kuźnica załęska. O lokalizacji zakładu w tym miejscu zadecydowała bliskość drogi w kierunku Chorzowa i Gliwic, gdzie już funkcjonowały zakłady założone przez Johna Baildona. Nieznana jest data rozpoczęcia produkcji, ale przyjmuje się, że uruchomienie huty nastąpiło w 1828 roku. Była ona wówczas drugim tego typu zakładem w Europie (pierwszą pudlingarnię otwarto we Francji w 1818 roku).
Po śmierci Johna Baildona w 1846 roku udziały w hucie przejął jego syn Arthur, który po krótkim czasie zdecydował się zrezygnować z prowadzenia odziedziczonego przedsiębiorstwa. 14 stycznia 1848 roku odsprzedał swoje udziały Josephowi Domsowi i Adolfowi Wenzelowi za kwotę 15 tys. talarów.
W okresie 1863–1864 huta była nieczynna. Została ona uruchomiona ponownie w 1865 roku po jej zakupie przez Wilhelma Hegenscheidta, który nadał wyrobom hutniczym znak „BHH” (prawdopodobnie od określenia Baildon Hütte Hegenscheidt, a nad każdą z liter skrótu widniała korona). W tym czasie pod dyrekcją Wilhelma Kollmanna w latach 1868–1871 walcownię rozbudowano o cztery zespoły walcownicze. W 1872 roku przestał on być dyrektorem huty i przyjął ofertę pracy od Katowickiej Spółki Akcyjnej dla Górnictwa i Hutnictwa, która planowała wówczas otworzyć nową hutę żelaza – późniejszą hutą „Batory” w Chorzowie.

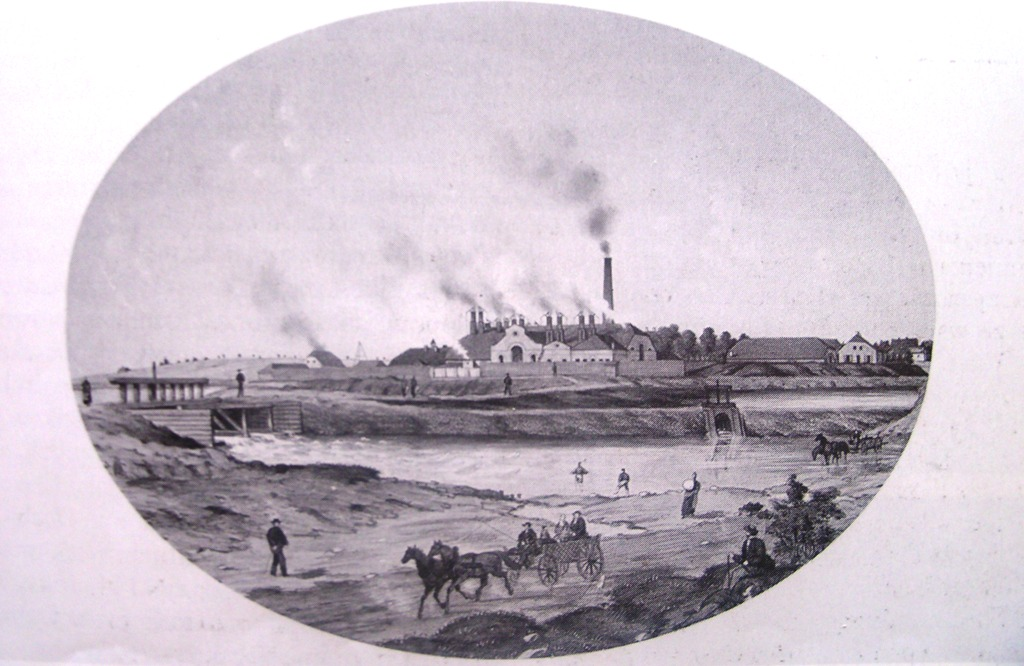
Pudlingarnia Johna Baildona na litografii z połowy XIX wieku

W 1887 roku huta przeszła na własność Oberschlesische Eisenindustrie AG für Bergbau und Hüttenbetrieb w Gliwicach – największego koncernu żelaza na Górnym Śląsku. Została ona założona przez Wilhelma Hegenscheidta w porozumieniu z właścicielem huty „Hermina” w Łabędach (późniejsza huta „Łabędy” w Gliwicach), Robertem Caro (wraz z Heinrichem Kernem założył on fabrykę drutu w Gliwicach) oraz jego synem Oscarem Caro, przemysłowcem z Gliwic. Rozpoczął się okres intensywnej rozbudowy huty, nastawionej na produkcję stali szlachetnej. Cztery lata później uruchomiono trzy piece martenowskie o pojemności 12 ton, a w 1894 roku czwarty o pojemności 20 ton. 
Na przełomie XIX i XX wieku hutę rozbudowano. W miejscu wysuszonego stawu załęskiego wzniesiono hale produkcyjne i budynki administracyjne dla nowych wydziałów, w tym znajdujący się przy ulicy Żelaznej 9 budynek dyrekcji huty „Baildon” oddany do użytku w 1908 roku.
Pierwotnie wszelkie prace produkcyjne prowadzono ręcznie, a mechanizację wprowadzano stopniowo. Pierwsze suwnice, elektryczne samotoki, stoły podnośne i piły elektryczne wprowadzono w 1905 roku. Piece pudlarskie czynne były do 1907 roku, po czym zainstalowano piece indukcyjne, a w 1913 roku uruchomiono piec łukowy Giroda. Przed I wojną światową zakład posiadał także dobrze wyposażone warsztaty mechaniczne, wydział obróbki cieplnej, służby energetyczne i utrzymania ruchu oraz zakład badawczo-doświadczalny. 
W czasie II powstania śląskiego huta „Baildon” po zaciekłej walce został zdobyta przez powstańców z Bogucic i Wełnowca. W trakcie III powstania śląskiego została zdobyta przez powstańców, a wydział remontowy brał udział w opancerzaniu pojazdów bojowych.

### Lata międzywojenne i II wojna światowa

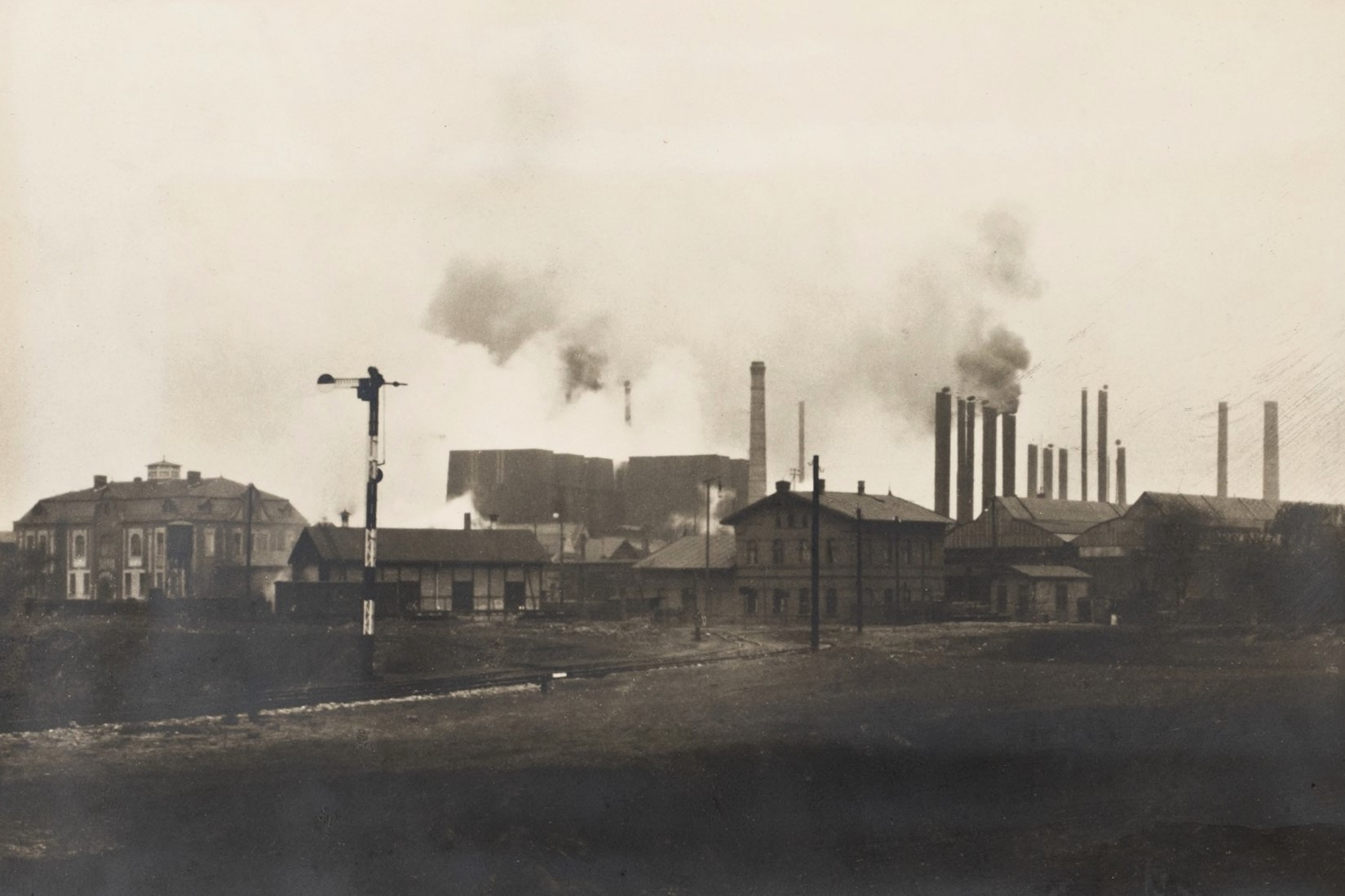
Kompleks huty „Baildon” w 1909 roku (widok od strony wschodniej)

W 1922 roku huta wraz z częścią Górnego Śląska znalazła się w granicach Polski. W tym czasie zakład przekształcono w samodzielny podmiot Huta Baildon S.A. z kapitałem niemieckim. Produkcja w hucie spadła prócz wydziałów przetwórczych, m.in. dzięki uruchomieniu w 1923 roku produkcji łańcuchów. Rozbudowano hale produkcyjne i park maszynowy. W 1926 roku połączono hutę „Baildon” z hutą „Pokój”, a w 1929 roku do koncernu włączono kopalnię „Eminencja” (późniejszy „Gottwald”). Utworzony koncern Huta „Pokój” – Śląskie Zakłady Górniczo-Hutnicze S.A. z siedzibą przy ulicy Zamkowej 3 w Katowicach (późniejsza aleja W. Korfantego) był drugim pod względem wielkości polskim koncernem hutniczym. Huta była jego częścią do momentu wybuchu II wojny światowej.
W 1929 roku, kiedy wybuchł wielki kryzys, również huta „Baildon” zaczęła odczuwać tego skutki. Zmniejszono zatrudnienie, a pozostali przy pracy robotnicy pracowali w systemie turnusowym. W 1931 roku huta ogłosiła bankructwo, a nie chcąc dopuścić do likwidacji zakładu państwo przejęło jej majątek. Ustanowiono nad nim nadzór kuratora sądowego – Stanisława Surzyckiego. Wydarzenie to związało się także zmianą dyrektora huty – po raz pierwszy został nim Polak, Marceli Siedlanowski. Podjął on działania mające na celu uratowanie huty od upadłości. W zakładzie zaczęto zatrudniać młodych inżynierów, którzy ukończyli Akademię Górniczą w Krakowie. W 1934 roku rząd polski wykupił 52% akcji spółki Huta „Pokój”, dzięki czemu huta „Baildon” przeszła w polskie ręce.  

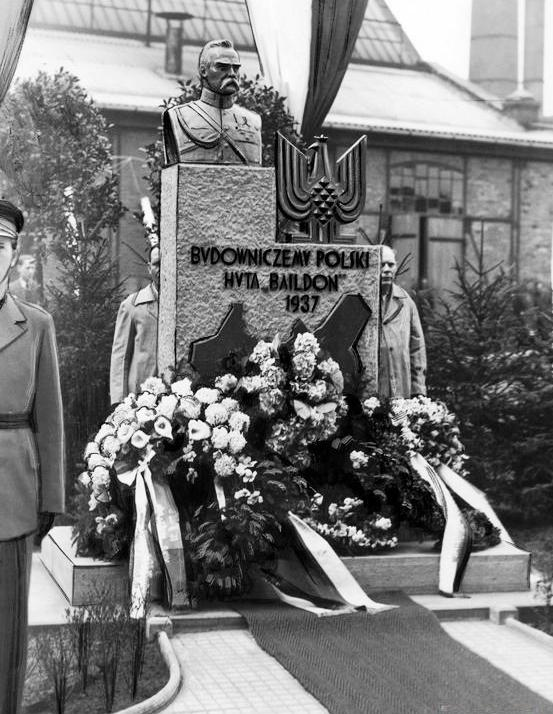
Uroczystość odsłonięcia pomnika Józefa Piłsudskiego na dziedzińcu huty „Baildon” 12 maja 1937 roku

Inwestycje w hucie rozpoczęto w połowie lat 30. XX wieku, kiedy to w gospodarce nastąpiło ożywienie w gospodarce. Na dziedzińcu huty 12 maja 1937 roku odsłonięto pomnik Józefa Piłsudskiego, projektu pracownika huty – Gnoińskiego. Składał się z on popiersia Józefa Piłsudskiego i figury orła państwowego na cokole. Pomnik uległ zniszczeniu w czasie II wojny światowej.
W latach międzywojennym kilkukrotnie dochodziło do strajków załogi. 9 stycznia 1932 roku sprzed budynku dyrekcji huty wyruszyła manifestacja robotników w kierunku ulicy Zamkowej, gdzie mieściła się siedziba koncernu. Domagano się zaległych od pół roku pensji. Nie zastając nikogo z kierownictwa, ruszyli pod budynek Urzędu Wojewódzkiego, gdzie rozpędziła ich policja. Kilku protestującym udało się przedostać do gabinetu wojewody Michała Grażyńskiego, który przyznał załodze 20 tys. zł zaległych pensji. W lutym 1936 roku doszło do zakończonego sukcesem strajku okupacyjnego pracowników walcowni, protestujących przeciwko obniżeniu stawek płacowych.
1 września 1939 roku kierownictwo huty „Baildon” zamierzało pociągiem ewakuować wartościowy sprzęt oraz pracowników wraz z rodzinami do Stalowej Woli, lecz ich pociąg został ostrzelany przez Niemców pod Wolbromiem. Tego samego dnia nad zakładem krążył niemiecki samolot zwiadowczy, ostrzelany przez baterię przeciwlotniczą, która znajdowała się obok kopalni „Eminencja”. Podczas II wojny światowej huta należała do koncernu Oberschlesische Hüttenwerke AG Gleiwitz i produkowała głównie dla przemysłu zbrojeniowego, w tym matryce do płatowców oraz silniki do samolotów Junkers. 25 marca 1942 roku hutę wpisano na listę zakładów pozostających pod patronatem Wehrmachtu, co wiązało się z jego wzmożoną obroną przeciwlotniczą. W 1944 roku, w związku z ewakuacją strefy przyfrontowej na wschodzie, do huty „Baildon” zaczął docierać sprzęt z zakładów w Warszawie i Krakowie, a pod koniec tego samego roku umieszczono tutaj część parku maszynowego zakładów w Starachowicach. Kiedy do Katowic zbliżały się wojska radzieckie, Niemcy nakazali załodze zniszczenie urządzeń huty, do czego ostatecznie nie doszło. Zakład nie ucierpiał także podczas działań Armii Czerwonej. 
Na terenie zakładu w latach 1943–1946 funkcjonowały obozy jenieckie, pierwotnie dla aliantów, a od 1945 roku dla Niemców.

### Okres powojenny

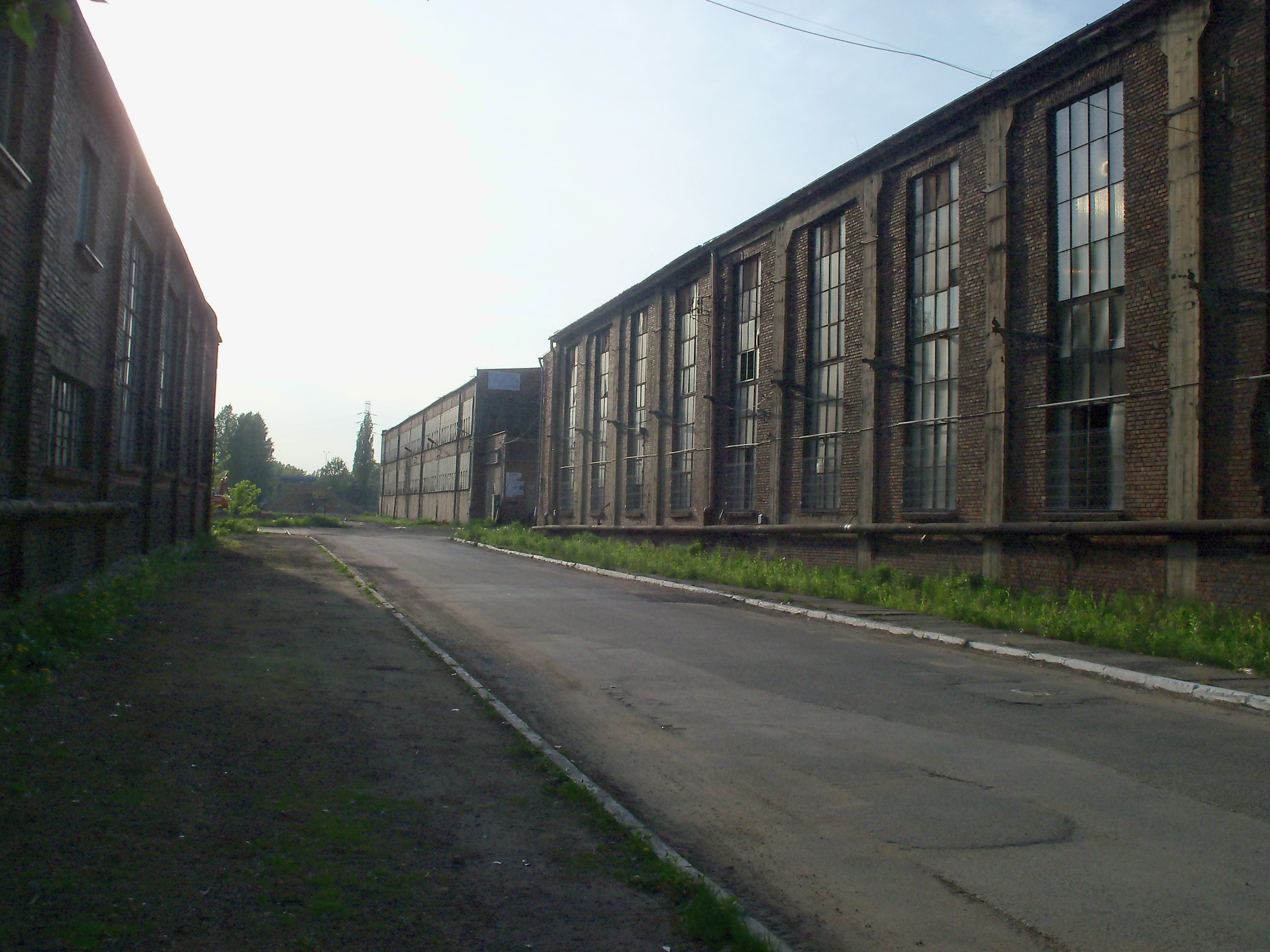
Fragment zabudowy huty (2011)

29 stycznia 1945 roku huta „Baildon” oficjalnie została przejęta przez państwo i wybrano pierwszą Radę Zakładową, której przewodniczącym został Artur Ficek. Dwa dni później zabrano bezpośrednio z wydziałów i wywieziono do sowieckich łagrów około 400 ludzi (spośród nich po latach wróciło 5 osób). W kwietniu wznowiono produkcję. Chcąc realizować kolejne plany produkcyjne, od pierwszych lat prowojennych władze komunistyczne wdrożyły idee współzawodnictwa pracy. 
W 1949 roku produkcja stali była większa o 40% niż przed wojną. Zreorganizowano i zmodernizowano stare wydziały. Wybudowano nowe hale, gdzie m.in. produkowano wyroby ciągnione i łuszczone, a także rozwijano produkcję węglików spiekanych. Począwszy od 1978 roku produkcja w hucie „Baildon” zaczęła spadać we wszystkich asortymentach, a tendencja ta utrzymywała się przez całe dziesięciolecie. Zakład odczuwał także niedobory surowców i energii elektrycznej.

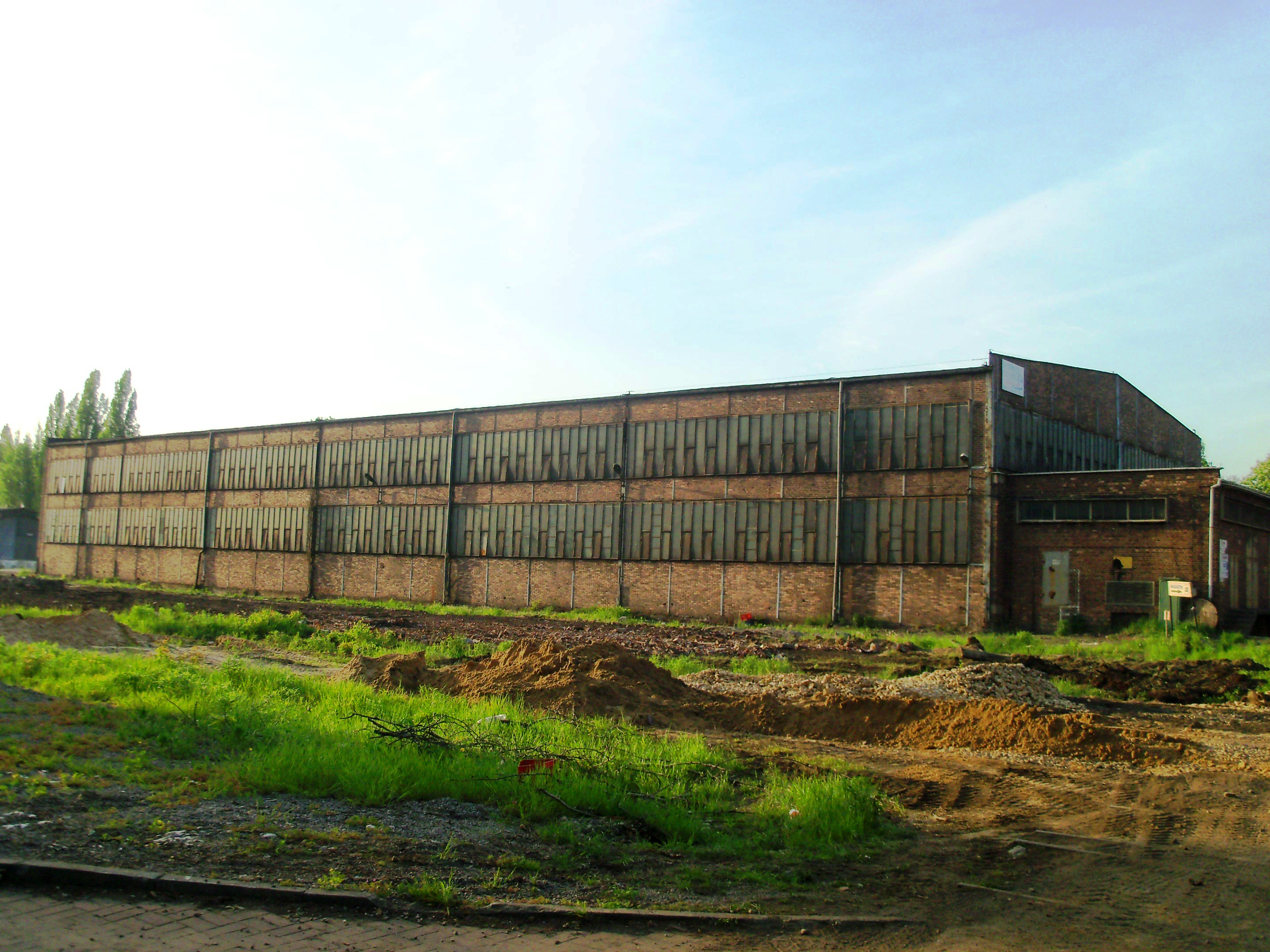
Fragment zabudowy huty (2011)

Kiedy w sierpniu 1980 roku wybuchły strajki na Wybrzeżu, 3 września do protestów przyłączyli się pracownicy huty „Baildon”. W tym dniu powstał Zakładowy Komitet Strajkowy, na czele którego stanął Zbigniew Malinowski. Podpisał on porozumienie z dyrekcją huty, po czym strajk zakończono. 6 września Zakładowy Komitet Strajkowy przekształcił się w Zakładowy Komitet Robotniczy – organ założycielski NSZZ „Solidarność”. W lipcu 1981 roku w hali sportowej huty „Baildon” odbył się wojewódzki walny zjazd delegatów organizacji zakładowych NSZZ „Solidarność”. Po wprowadzeniu stanu wojennego, 14 grudnia 1981 roku załoga huty „Baildon” przystąpiła do strajku okupacyjnego, na czele którego stanął Adam Andruszkiewicz. Domagano się zniesienia stanu wojennego i uwolnienia internowanych. Hutę otoczyły oddziały MO i ORMO, dwie kompanie wojska oraz wozy pancerne. W tej sytuacji Komitet Strajkowy, nie chcąc narazić załogi na represje, podjął decyzję i przerwaniu strajku. W marcu 1982 roku przywódcy strajku zostali osądzeni przez Sąd Śląskiego Okręgu Wojskowego w Katowicach.
W okresie Polski Ludowej zakład został uhonorowany Orderem Sztandaru Pracy I klasy oraz Złotą Odznaką Zasłużonego dla Województwa Katowickiego. Przy hucie funkcjonował w tym okresie koło Ligi Obrony Kraju i Ligi Przyjaciół Żołnierza. W 1965 roku powstało koło ZBoWiD-u przy hucie „Baildon”, w którym prowadzono sekcje historyczną, socjalną i propagandową.

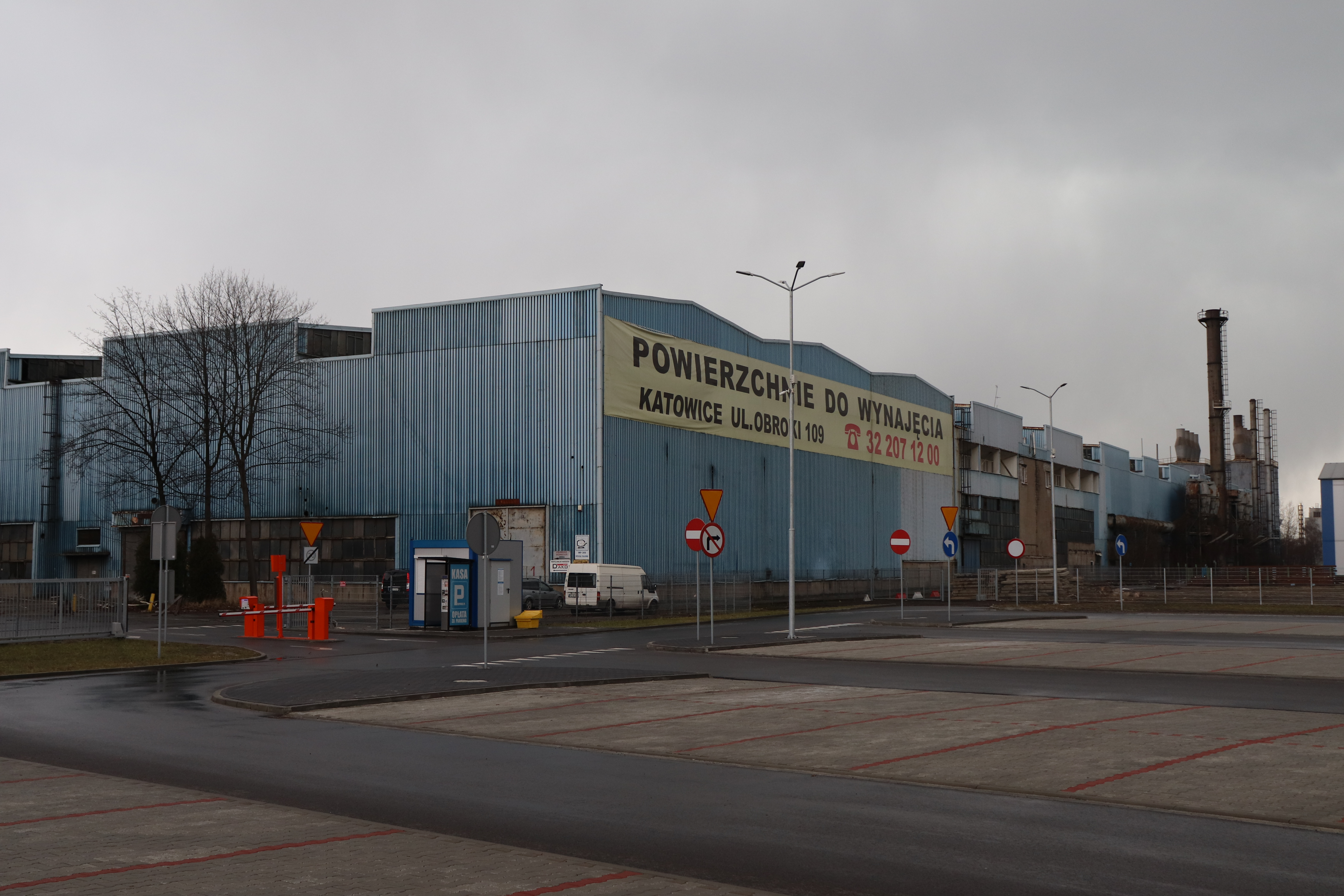
Nieistniejąca hala d. huty „Baildon” przy ulicy Żelaznej (2019)

Po przemianach społeczno-gospodarczych na przełomie lat 80. i 90. XX wieku borykająca się z problemami huta „Baildon” przystąpiła do restrukturyzacji swoich wydziałów i jednostek gospodarczych, co nie przyniosło poprawy ekonomicznego zakładu, dlatego też z jego struktury zaczęto wydzielać spółki, które miały stanowić samodzielne podmioty gospodarcze W 1994 roku huta „Baildon” utworzyła spółkę akcyjną ze szwedzką firmą Sandvik pod nazwą Sandvik-Baildonit, a po czterech latach ta druga stała się jedynym właścicielem spółki. Zakład wierteł przekształcono w spółkę akcyjną Wiertła Baildon, a zakład magnesów i mikrostalowni przekształcono w spółkę akcyjną Magnesy Baildon. 1 września 1996 roku z połączeniu Oddziału Produkcji Implantów i Przedsiębiorstwa Innowacyjno-Wdrożeniowego Enpol w Gliwicach powstała spółka BHH Mikromed. Ogółem do końca 1998 roku ze struktury huty wyłoniono i zarejestrowano 17 spółek, z czego w 2001 roku istniało 7 z nich.

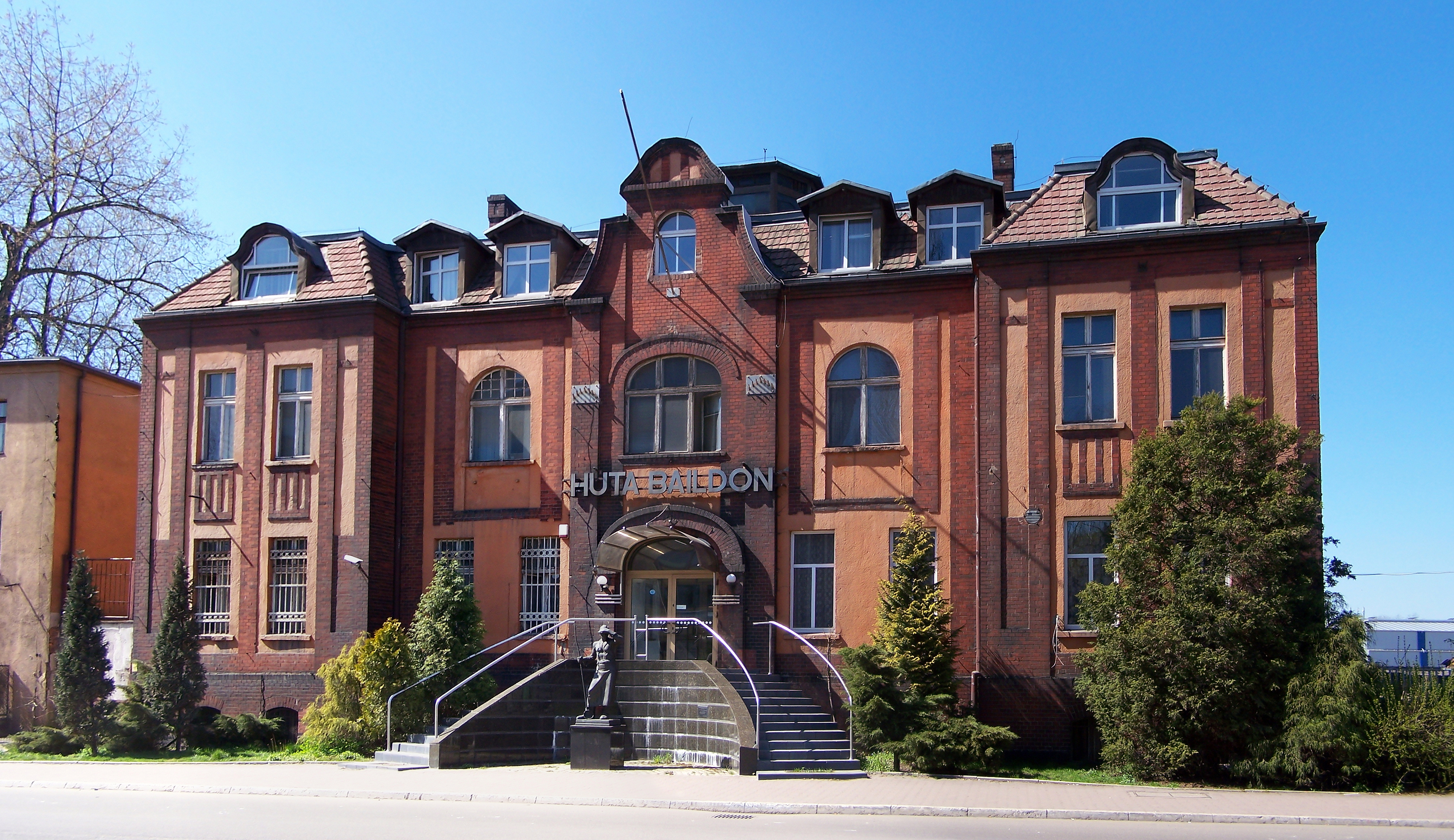
Budynek dyrekcji huty „Baildon” w 2007 roku (widok od ulicy Żelaznej)

W 1998 roku oddano do użytku wieloliniową walcownię stali wysokostopowej. Koszt budowy wyniósł 220 mln złotych, lecz zabrakło 20 mln złotych na zakup wsadu potrzebnego do uruchomienia produkcji. Ze względu na brak popytu wykorzystano jedynie 20% zdolności produkcyjnych, przez co huta stanęła na skraju bankructwa. W latach 1999–2001 zakład zbył część swoich urządzeń do produkcji, domy wczasowe „Tryton” w Świnoujściu i „Ondraszek” w Wiśle, ośrodek kolonijny w Rowach, przychodnię, dom kultury, domy mieszkalne oraz halę sportową. Wyprzedaż majątku nie poprawiła sytuacji finansowej zakładu.
Podjęto także inne próby ratowania huty i od 1 lutego 2000 roku działała ona jako jednoosobowa spółka akcyjna, której prezesem został Jacek Jagodziński. Wszystkie akcje w spółce miał Skarb Państwa. Nie udało się pozyskać inwestora strategicznego, czego konsekwencją były strajki i zwolnienia pracownicze. Ostatecznie od 16 maja 2001 roku spółka akcyjna Huta Baildon była w stanie upadłości, a 9 marca 2016 roku wykreślono ją z listy przedsiębiorców (decyzja uprawomocniła się 6 kwietnia tego samego roku).

## Produkcja

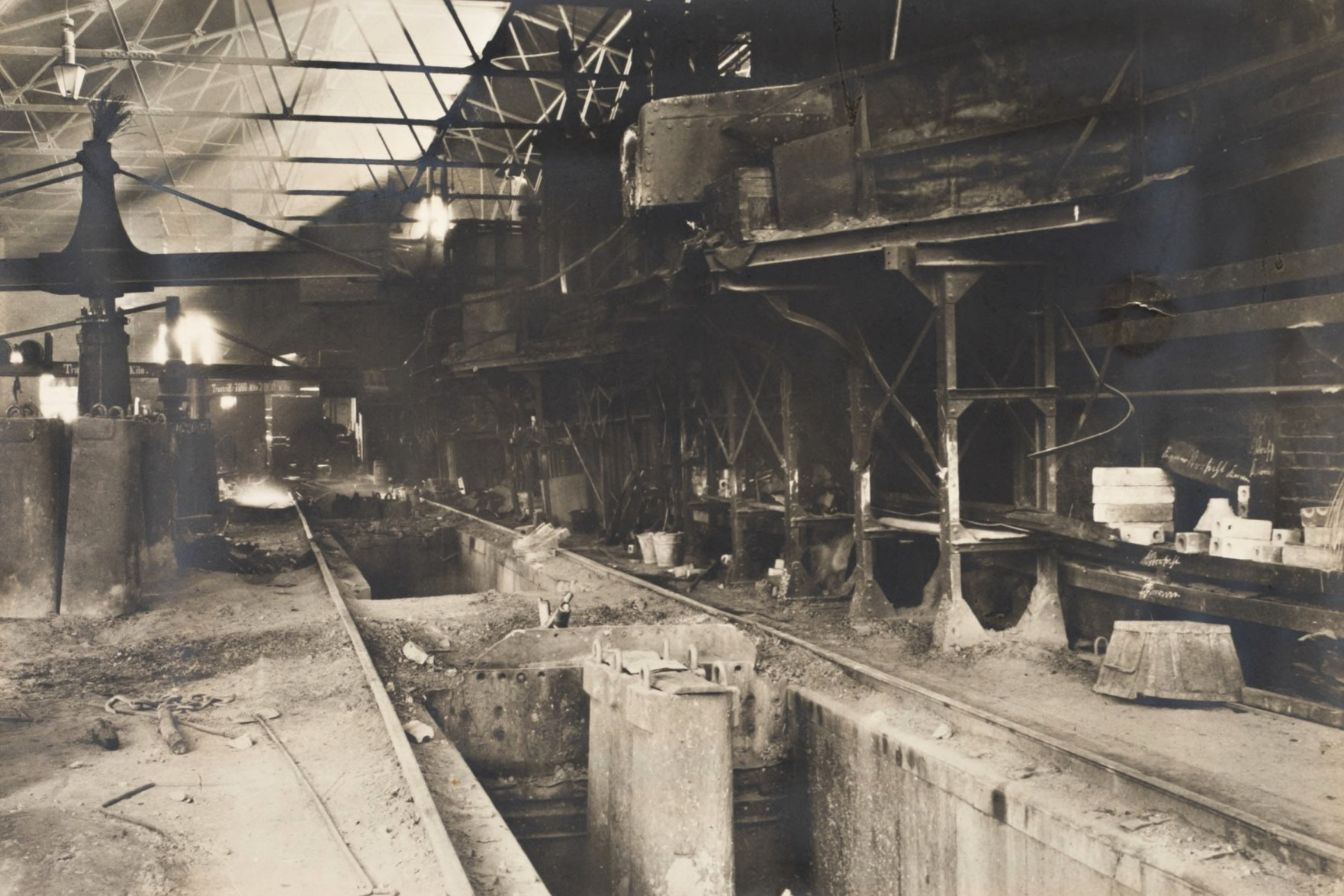
Stalownia martenowska (1909)

Huta żelaza „Baildon” specjalizowała się w produkcji stali wysokiej jakości, wyrobów walcowanych oraz szerokiego asortymentu wyrobów specjalnych, w tym wierteł, elektrod, magnesów czy węglików spiekanych. Łącznie w całym okresie działalności funkcjonowania huty wytwarzano ponad 12 tys. asortymentów.
Nieznana jest data rozpoczęcia produkcji, ale przyjmuje się, że uruchomienie zakładu nastąpiło w 1828 roku. W początkowym okresie działalności huty czynne były 4 piece pudlarskie, walcownia o napędzie parowym oraz młot. W 1842 roku wyprodukowano łącznie 36 tys. cetnarów wyrobów przy zatrudnieniu wynoszącym ponad 25,5 tys. osób. Zakład surówkę otrzymywał z huty „Holenlohe” w Wełnowcu i huty „Laura” w Laurahucie (późniejsza huta „Jedność” w Siemianowicach Śląskich), a węgiel kamienny z uruchomionej w 1838 roku kopalni „Waterloo”. 
W połowie lat 50. XIX wieku huta była wyposażona w m.in.: maszynę parową o mocy 50 KM, 7 pieców pudlarskich, 3 piece grzewcze, młot oraz walcownie półwyrobów, prętów i blach. W 1854 roku wyprodukowano 36 tys. cetnarów wyrobów walcowanych, a zatrudnienie wynosiło wówczas 140 osób. Lata 60. XIX wieku był okresem burzliwym dla huty. Początkowo znacznie zwiększono produkcję dochodząc w 1862 roku do poziomu 51 tys. cetnarów wyrobów, lecz pozytywna koniunktura skończyła się rok później – wyprodukowano wówczas 35 tys. cetnarów wyrobów. Po zakupie przedsiębiorstwa przez Wilhelma Hegenscheidta, w latach 1868–1871 powiększono moce produkcyjne huty „Baildon” o cztery nowe zespoły walcownicze. W wyniku tych inwestycji program produkcyjny obejmował pręty okrągłe, pręty kwadratowe, blachówkę oraz szyny, dźwigary, kształtowniki i bednarkę.

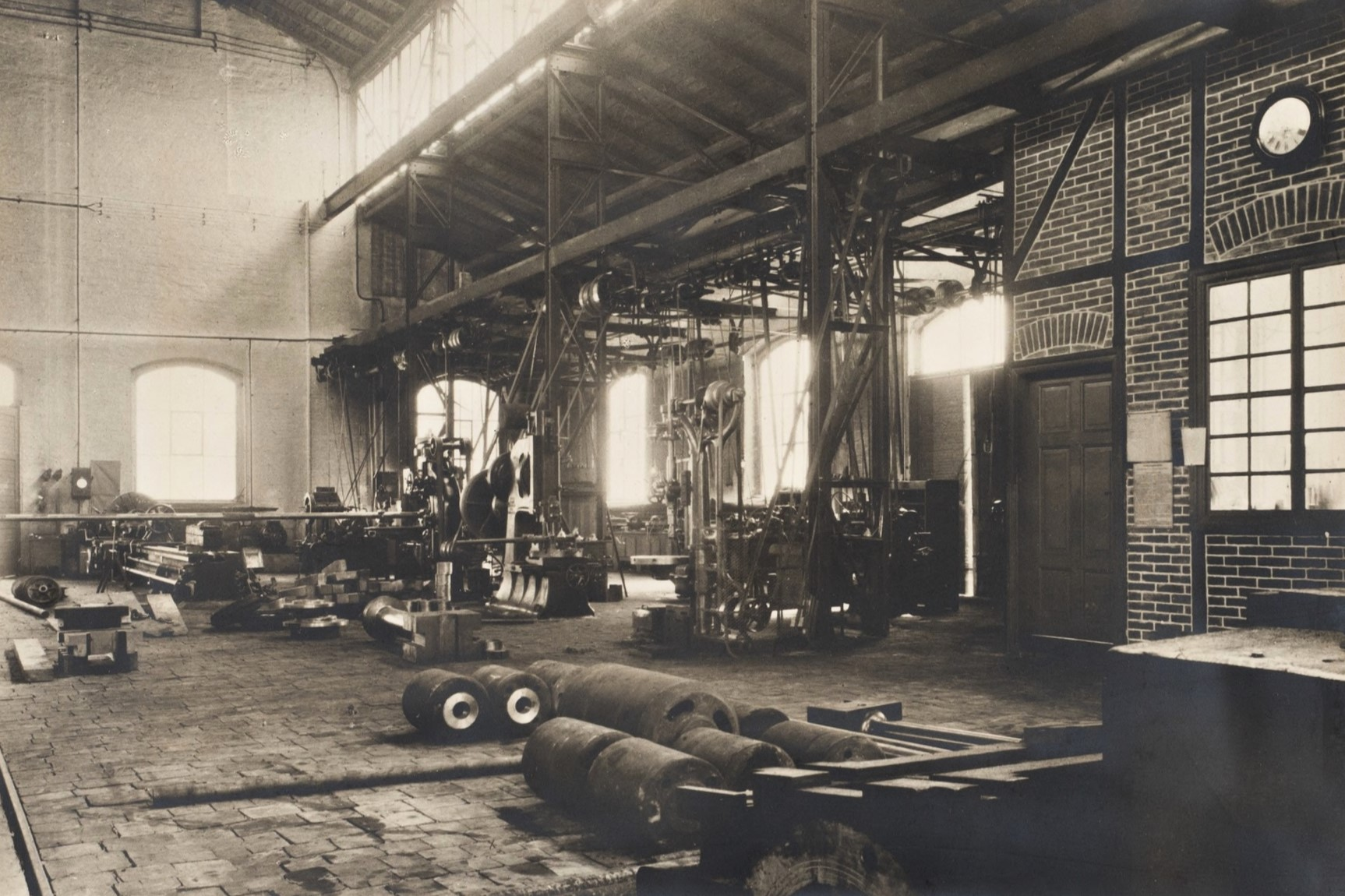
Warsztat mechaniczny (1909)

Na początku XX wieku dyrekcja huty zdecydowała podporządkować dalszą rozbudowę zakładu wdrożeniu produkcji stali wysokiej jakości oraz niszowego i nowoczesnego na owe czasy asortymentu. Początkiem tych działań było uruchomienie w 1907 roku pieca elektrycznego do wytopu stali Kjellina, który umożliwiał wytwarzanie nowych typów stali narzędziowych i stopowych. Jednocześnie rozpoczęto rozbudowę części przeróbczej zakładu. W 1908 roku rozpoczęto wyrób wierteł ze stali szybkotnących, co doprowadziło do zwiększonego zapotrzebowania na pręty ciągnione i drut, dlatego też jeszcze w tym samym roku uruchomiono dwie ciągarnie – prętów i drutu. Przy niej powstała wytrawialnia z 16 wannami. Początkowo wytarzanie wierteł odbywało się w niewielkiej hali, a załoga liczyła 40 osób. 
Dzięki inwestycjom znacznie wzrosły moce produkcyjne w hucie „Baildon”. W 1913 roku stalownia dostarczyła 18,6 tys. ton stali, produkcja w walcowni wyniosła 120,8 tys. ton, a na wydziałach przetwórczych przygotowano 2,6 tys. wyrobów.
W czasie I wojny światowej rozpoczęto produkcję przy użyciu pieca łukowo-elektrycznego typu Heroulta, a także zdecydowano o wyłączeniu z eksploatacji mało już wydajnego i ulegającego częstym awariom pieca Kjellina. W 1915 roku w miejscu zlikwidowanej odlewni miedzi zbudowano trzyklatkowy zespół walcowniczy – w pierwszych latach jego istnienia produkowano tam na potrzeby wojenne, walcując blachy pancerne na osłonę dział. W 1916 roku w hucie uruchomiono produkcję taśm zimnowalcowanych. Zakład posiadał 8 walcarek wstępnych oraz 4 wykańczające. Przed 1918 rokiem wyłączono z użytku ostatni piec pudlingowy.

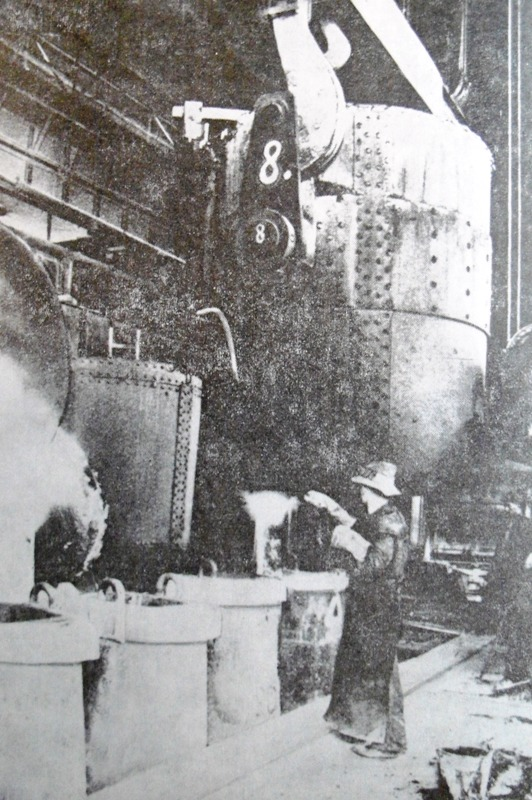
Piec martenowski huty w 1936 roku

Po 1922 roku produkcja w hucie wyraźnie spadła w porównaniu z 1913 rokiem, lecz w wydziałach przetwórczych nastąpił jej wzrost spowodowany m.in. uruchomieniem w 1923 roku produkcji łańcuchów. W 1925 roku w hucie zainstalowano trzeci piec łukowy, a rok później uruchomiono kolejny piec martenowski o pojemności 15 ton. W 1927 roku zmodernizowano wydział wierteł oraz rozbudowano hale produkcyjne i park maszynowy, dzięki czemu produkcja wierteł wzrosła do 6 tys. sztuk. 
Na początku lipca 1933 roku rozpoczęto produkcję elektrod, w wydziale znajdującym się w tzw. budynku centralnym, w którym po wojnie umieszczono stację transformatorową stalowni. W styczniu 1935 roku wdrożono metodę produkcji za pomocą zanurzania i odtąd zakład wytwarzał 12 rodzajów elektrod. W 1935 roku w stalowni zainstalowano trzy baterie pieców indukcyjnych, co umożliwiło produkcję stali kwaso- i żaroodpornych. Rok później produkcję rozpoczął piec łukowy o pojemności 15 ton. W 1936 roku z inicjatywy dyrektora technicznego huty Tadeusza Malkiewicza rozpoczęto prace nad produkcją węglików spiekanych. Z surowców importowanych wytwarzano w niewielkich ilościach trzy gatunki węglików spiekanych pod nazwami Baildonit A, B i C. W sierpniu tego samego roku ich produkcja osiągnęła 24 kg. W 1937 roku huta „Baildon” jako pierwszy zakład w Polsce rozpoczęła produkcję rur cienkościennych według metody opracowanej przez pracowników huty przy współudziale austriackiego inżyniera. W tym czasie produkcja stalowni wynosiła 23,9 tys. ton, walcowni 97,8 tys. ton, wyrobów kutych 7,3 tys. ton, blach 3,6 tys. ton, wyrobów ciągnionych 4,2 tys. ton, taśm zimnowalcowanych 11,1 tys. ton, wierteł 1,2 mln. sztuk, a elektrod prawie 600 ton. 
Ogółem w latach międzywojennych huta „Baildon” składała się z następujących wydziałów: stalownia martenowska, stalownia elektryczna, odlewnia stali, walcownia kalibrowa, walcownia blachy, prasownia, młotownia, ciągarnia, walcownia zimna, wytwórnia łańcuchów, wytwórnia wierteł spiralnych, warsztaty mechaniczne, wytwórnia rur spawanych, wytwórnia luf karabinowych, hartownia blach pancernych, wytwórnia elektrod, hartownia żarzelnia, wydział kontroli materiałów i produkcji oraz zakład badawczo-doświadczalny. Huta swoje wyroby wysyłała m.in. do: ZSRR, Niemiec, Holandii, Szwajcarii, Japonii, Danii, Francji, Włoch, Czechosłowacji, Rumunii, Turcji i Palestyny.

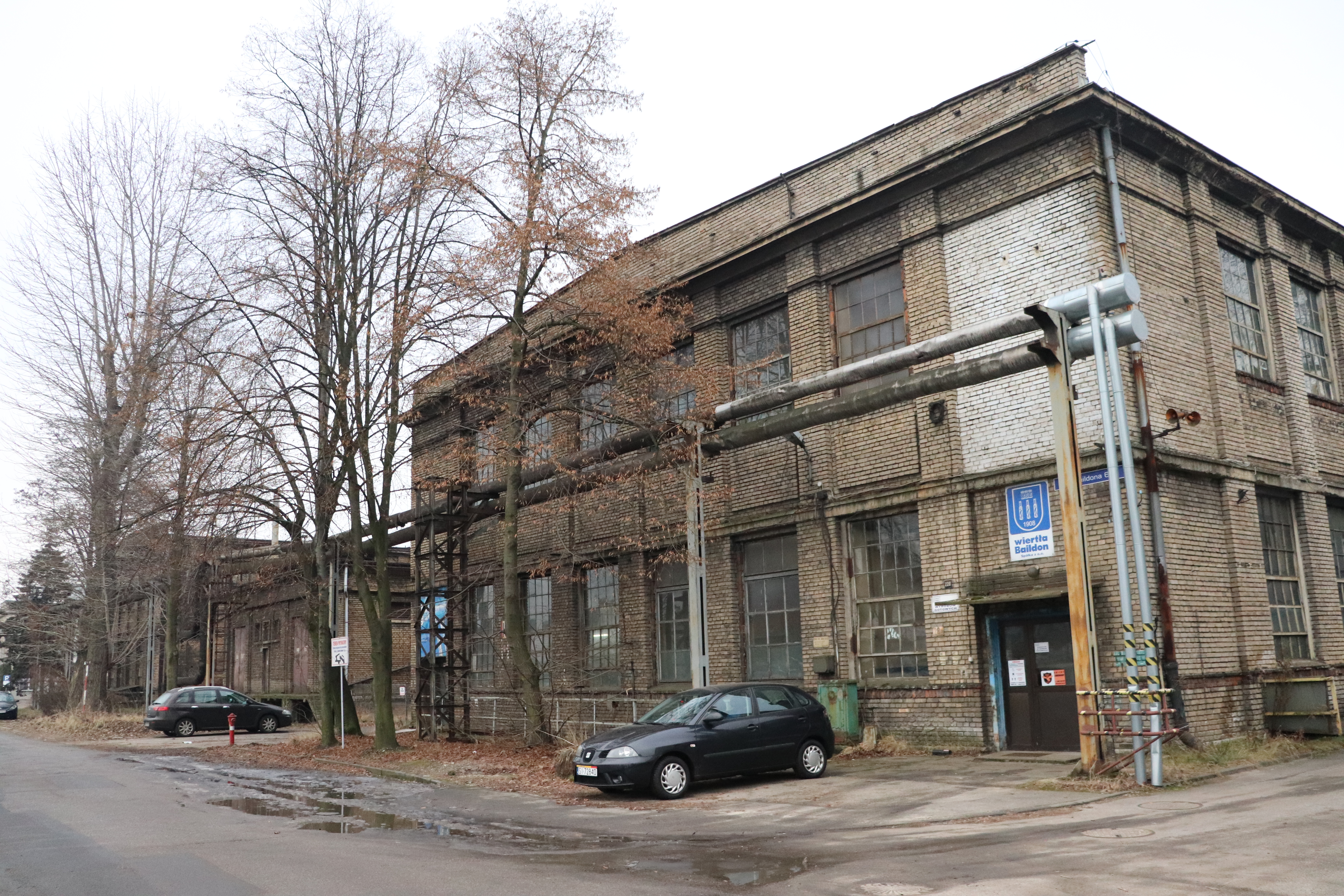
Fragment zabudowy zlikwidowanej huty „Baildon” (2022)

W trakcie II wojny światowej produkcję w hucie „Baildon” nastawiono na potrzeby przemysłu zbrojeniowego. Już we wrześniu 1939 roku otrzymała zamówienie na wykonanie odlewów bomb burzących typu SC250 Frieda. Wytwarzano odkuwki i matryce dla płatowców oraz silniki do samolotów Junkers Ju 88. Jako podwykonawca współpracowała także z innymi zakładami metalurgicznymi. W 1943 roku obroty ze sprzedaży produktów walcowanych, prasowanych, a także konstrukcji blaszanych, łańcuchów, odkuwek, drutów i taśm stalowych wytwarzanych w hucie wynosiły blisko 7,6 mln marek.
Produkcję w hucie „Baildon” po wyzwoleniu z niemieckiej okupacji wznowiono w kwietniu 1945 roku. Jeszcze w tym samym roku wyprodukowano 16,6 tys. ton stali surowej i 35,6 tys. ton wyrobów walcowanych. Zatrudnionych było wówczas blisko 2,8 tys. pracowników fizycznych i 0,3 tys. pracowników umysłowych. W 1948 roku zaniechano produkcji rur spawanych oraz odkuwek metalowych, a wytwórnię łańcuchów przeniesiono do fabryki drutu w Gliwicach. Z okazji święta 1 maja w 1949 roku otwarto wytwórnie węglików spiekanych oraz wydział magnesów. W 1950 roku uruchomiono wydział magnesów, a także rozpoczęto przebudowę wydziału młotowni, którą ukończono w 1954 roku. Od 1951 roku działało laboratorium spektograficzne, w 1953 roku stalownię wyposażono w piece indukcyjne typu Asea oraz piec elektryczny typu Daha, w 1955 roku wzniesiono kolejne hale, gdzie produkowano wyroby ciągnione i łuszczone, a rok później huta jako pierwszy zakład w Polsce zastosował tlen do świeżenia stali przy wytopie. W tym samym roku oddano do użytku nowe hale produkcyjne dla wydziału magnesów. W 1957 roku przystąpiono do modernizacji młotowni – jednego z najstarszych wydziałów w hucie „Baildon”. W 1961 roku podjęto pierwsze próby odgazowania stali w próżni, w 1962 roku uruchomiono produkcję drutów oporowych Baildonstal, a w 1969 roku uruchomiono urządzenie do elektrożużlowego przetapiania stali.

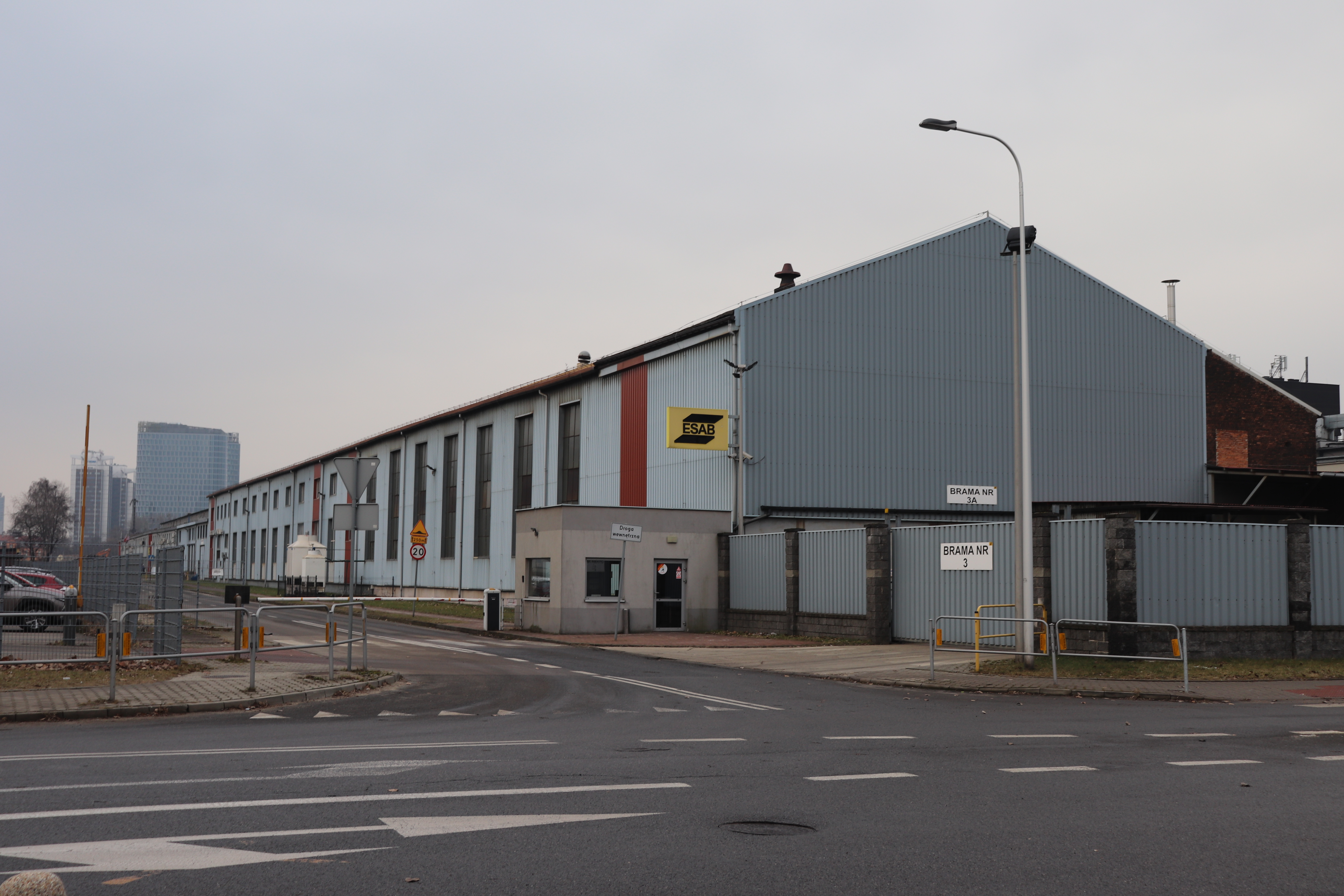
Zakład ESAB Polska na terenach zlikwidowanej huty „Baildon” (2022)

Na początku lat 70. XX wieku huta produkowała około 12 tys. rodzajów różnorodnych wyrobów. Specjalizowała się w stalach konstrukcyjnych, narzędziowych i stopowych, a ponadto wytwarzano blachy i taśmy gorąco- i zimnowalcowane, pręty, druty, odkuwki, walce dla hut, wały okrętowe, wirniki do turbin, wiertła i różnego typu magnesy. 29 stycznia 1973 roku w Warszawie podpisano umowę między hutą „Baildon” i szwedzkim koncernem Fagersta na zakup licencji na unowocześnienie i wprowadzenie do produkcji nowych gatunków węglików spiekanych. Dwa lata później dla nowych linii produkcyjnych zbudowano nowe hale. 31 grudnia 1977 roku powstał Zakład Węglików Spiekanych „Baildonit”. Od 1978 roku nastąpił znaczny spadek produkcji w hucie spowodowany głównie narastającym kryzysem ekonomicznym w polskiej gospodarce. Huta odczuwała niedobory energii elektrycznej i surowców potrzebnych do produkcji.
W czasie Polski Ludowej wraz z procesami zmierzającymi do specjalizacji polskich hut, w hucie „Baildon” zrezygnowano z produkcji części asortymentu. W 1948 roku zakończono wytwarzanie rur cienkościennych. Likwidacji uległa ciągarnia prętów, na początku lat 70. XX wieku wstrzymano produkcję blach, a w 1971 roku wyłączono z użytku ostatni piec martenowski.
W okresie przemian społeczno-politycznych na początku lat 90. XX wieku huta „Baildon” przystąpiła do restrukturyzacji. W 1990 roku rozpoczęto budowę nowej, wieloliniowej walcowni stali wysokostopowej. Jej uroczyste otwarcie nastąpiło w 1998 roku. Ze względu na brak popytu walcownia wykorzystała 20% swoich zdolności produkcyjnych. 1 stycznia 1995 roku utworzono spółkę akcyjną Sandwik Baildonit, w której wytwarzano płytki wieloostrzowe. 23 lutego 1996 roku uruchomiono COS – urządzenie do ciągłego odlewania stali.

## Działalność okołozakładowa

### Działalność socjalna i mieszkalnictwo

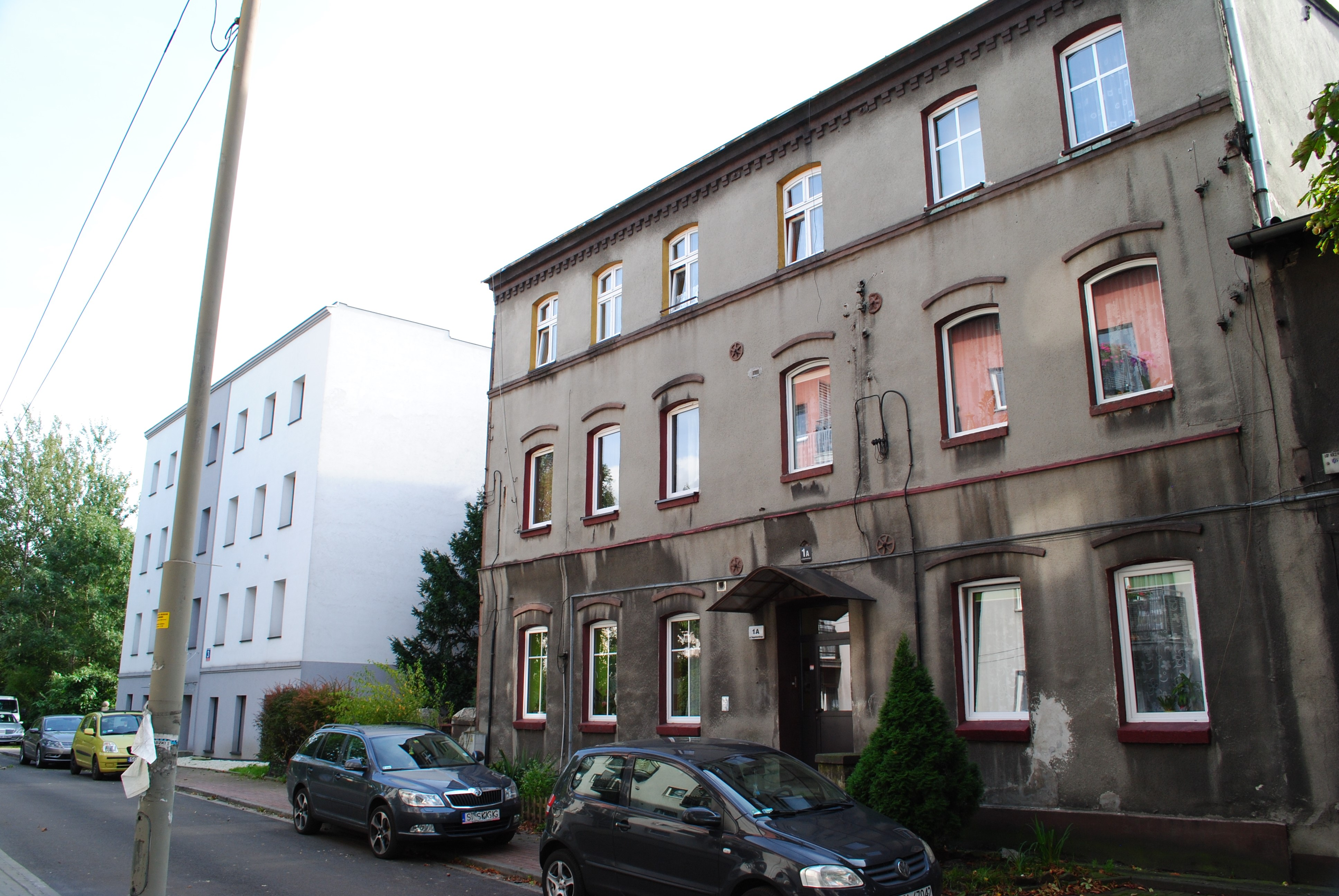
Fragment zabudowy przy ulicy W. Bogusławskiego w Katowicach – rejon kolonii Hegenscheidta (2020)

W okresie przedwojennym właściciele huty prowadzili działalność socjalną przede wszystkim w formie budownictwa mieszkaniowego. Pierwsza kolonia domów mieszkalnych dla pracowników zakładu została wzniesiona przy późniejszej ulicy Chorzowskiej – nazwano ją Colonie Baildonhütte. Były to trzy obszerne domy, które istniały do lat 60. XX wieku. W latach 70. XIX wieku we wschodniej części Załęża, po północnej stronie linii kolejowej wzniesiono zespół domów robotniczych huty „Baildon” – była to kolonia Hegenscheidta. W kolejnych latach sukcesywnie ją rozbudowywano. Domy dla pracowników huty powstały w 1902 roku przy ulicy Lipowej – jest to zespół czterech familoków. Ponadto w Dębie w okresie przedwojennym swoje domy huta wznosiła także wzdłuż ulicy Dębowej. W latach 50. XX wieku na obszarze osiedla Ducha przy ulicach Błękitniej u Jasnej wzniesiono bloki mieszkalne, a w latach 70. XX wieku w Załężu rozpoczęto budowę osiedla Janasa-Ondraszka, powstałego głównie dla pracowników huty „Baildon”. Ponadto huta posiadała hotele robotnicze – przy przy ulicach Klimczoka i Ondraszka w Załężu oraz na Koszutce. Pierwszy z pięciu hoteli przy ulicy Klimczoka został oddany do użytku w 1954 roku. Działały tam m.in.: czytelnia, stołówka, bufet i jadalnia. Mieściła się tam taż siedziba radioklubu huty „Baildon” i filia PTTK. 
W 1858 roku powstała pierwsza na terenie zakładu kasa bracka, która była jednocześnie najstarszą organizacją robotniczą w Załężu. Wspierała zakup lekarstw i udzielała zapomóg w sprawach losowych, a w późniejszych latach wypłacała renty starcze, wdowie i sieroce. W 1910 roku huta „Baildon” posiadała łaźnię, kasyno, gotowalnię kawy i pokój opatrunkowy. W 1950 roku powołano Społeczny Inspektorat Pracy, a 15 stycznia 1968 roku Ochotniczą Staż Pożarną. W 1981 roku oddano do użytku budynek przychodni zdrowia u zbiegu ulic Chorzowskiej i Żelaznej.

### Oświata i kultura

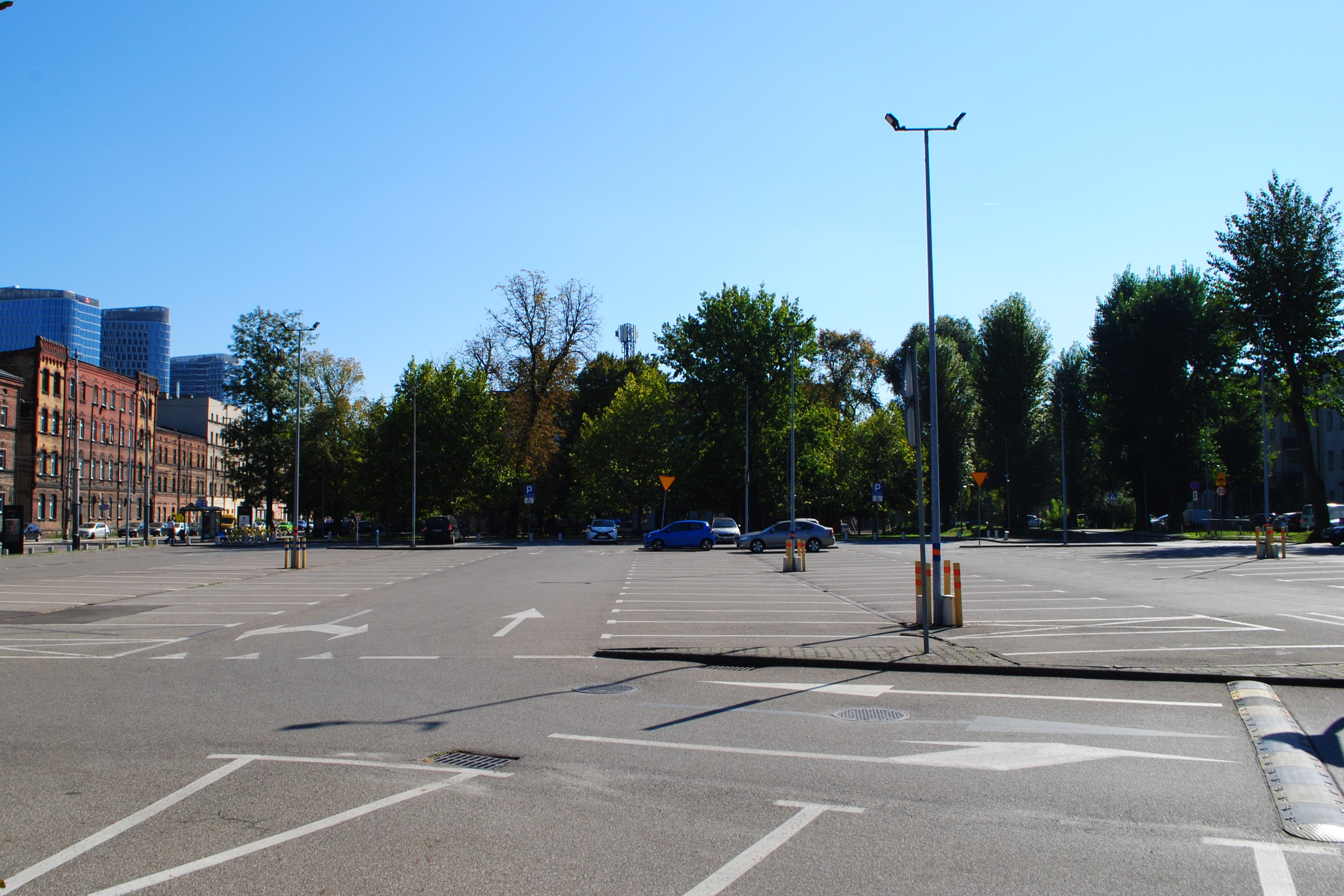
Parking przed Punktem 44 – w tym miejscu znajdował się budynek Zakładowego Domu Kultury (2024)

Pierwsza organizacja kulturalna związana hutą „Baildon” powstała w okresie przedwojennym. W latach 1907–1914 działał chór huty „Baildon”, który w 1908 roku skupiał 60 członków. Kolejny funkcjonował w latach 1930–1951. Był to chór męski, który w 1930 roku skupiał 175 członków. Po II wojnie światowej przy hucie powstał Klub Fabryczny im. F. Dzierżyńskiego. Prowadził w latach 1955–1956 12 sekcji, w tym dwie teatralne, trzy baletowe, mandolinistów, chór, szachową, recytatorską, akordeonistów czy operetkową. Został on przemianowany wkrótce na Zakładowy Dom Kultury Huty Baildon. Ulokowano go w budynku gospody przy ulicy Gliwickiej 46 w Załężu, w rejonie późniejszego skweru S. Barei. W latach 60. XX wieku budynek został zrównywany z ziemią, a w jego miejscu w 1963 roku powstał nowy budynek, który istniał do 2001 roku. Obok miejsca po rozebranym gmachu w 2002 roku otwarto centrum rozrywki Punkt 44.
Przy Zakładowym Domu Kultury działały liczne zespoły i organizacje. 1 lipca 1947 roku powstał zespół mandolinistów, który dzielił się na grupy początkującą i zaawansowaną. Członkowie grali na banjo, gitarach i mandolinach. W 1967 roku zdobył III nagrodę na Festiwalu Muzyki Polskiej. W 1953 roku został założony dziecięcy zespół baletowy, który w 1973 roku skupiał 40 dzieci w wieku 4-10 lat. W latach 60. XX wieku przy ZDK działa dziewczęcy zespół wokalny Florentynki. W 1965 roku założono Klub Esperantystów, który liczył 40 członków. Od lat 80. do połowy lat 90. XX wieku działał zespół muzyczny Anonim. W 1989 roku zdobył 2. miejsce na Festiwalu Muzyki Hutniczej.

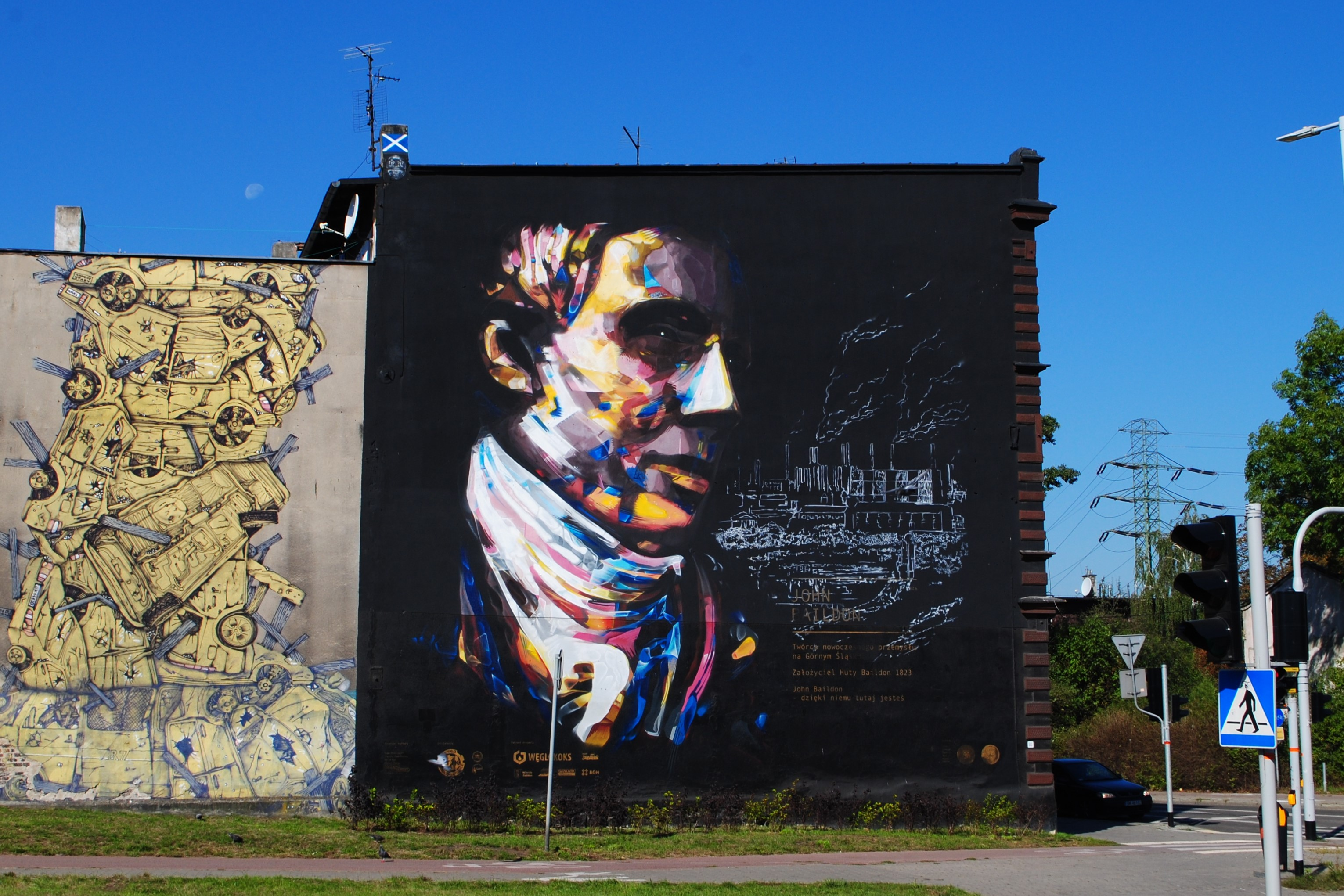
Mural upamiętniający Johna Baildona na ścianie kamienicy przy ulicy Gliwickiej 146 (2024)

3 kwietnia 1952 roku ukazał się pierwszy numer gazety zakładowej Głos Baildonu. W tym samym roku powstał także radiowęzeł zakładowy.
W 1965 roku przy hucie „Baildon” działało muzeum przyzakładowe którego opiekunem był Henryk Christoph, przewodniczący Komisji Historycznej przy Stowarzyszeniu Inżynierów i Techników Przemysłu Hutniczego. Do placówki trafiła m.in. skrzynia podróżna Johna Baildona, a także kopia medalionu z jego podobizną. Muzeum zlikwidowano w 1996 roku po śmierci Henryka Christopha, a po upadku huty część zbiorów przekazano do Muzeum Historii Katowic. 
W 1945 roku przy hucie „Baildon” powstała Szkoła Przemysłowa, do której roku szkolnym 1945/1946 uczęszczało 240 uczniów. W 1956 roku utworzono zasadniczą szkołę zawodową, a dwa lata później technikum. Dla tej placówki na początku lat 50. XX wieku powstał budynek szkoły przy późniejszej ulicy Sokolskiej 26, który w latach 70. XX wieku stał się siedzibą Śląskich Technicznych Zakładów Naukowych.  W 1957 roku powstała pierwsze w Polsce szkoła przyzakładowa – Zasadnicza Szkoła Zawodowa Huty Baildon (od 1968 roku im. Jurija Gagarina). Początkowo zajęcia prowadzono na wydziale magnesów oraz w budynku przy portierni, a w 1962 roku ukończono nowy budynek szkolny przy późniejszej ulicy Chorzowskiej. Przy hucie w 1973 roku otwarto liceum zawodowe, a w 1976 roku w średnie studium zawodowe. Szkoła działała do 2001 roku.
W 2021 roku na ścianie kamienicy przy ulicy Gliwickiej 146 powstał mural upamiętniający Johna Baildona.

### Sport i rekreacja

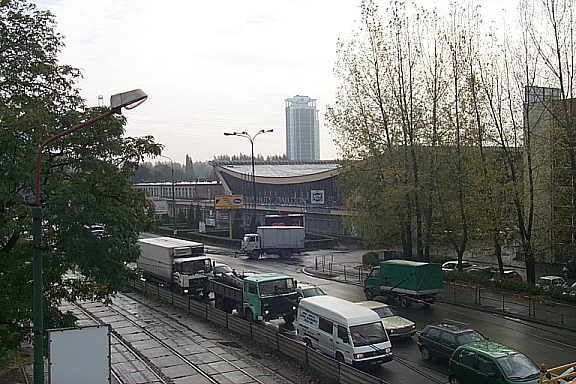
Nieistniejąca hala sportowa huty „Baildon” w 2006 roku

24 lutego 1945 roku założono w Dębie klub sportowy Baildon Katowice, który w 1949 roku po fuzjach z Pogonią Katowice i Ferrum Zawodzie stał się klubem o zasięgu ogólnomiejskim. Pod koniec lat 50. XX wieku był jednym z największych klubów w Polsce. Prowadził liczne sekcje, a także dysponował takimi obiektami, jak m.in. basen Bugla, boisko przy ulicy Gliwickiej, hala Baildon przy ulicy Chorzowskiej, korty przy ulicy Astów czy też stadion lekkoatletyczny przy ulicy T. Kościuszki.
Samą zaś halę sportową huty „Baildon” wzniesiono w latach 1965–1969 przy ulicy Chorzowskiej 82 (róg z ulicą Żelazną). Była ona oficjalnie częścią Zespołu Szkół Zawodowych Huty Baildon. Odbywało się w niej wiele imprez o charakterze sportowym, a także koncerty i festiwale. W 2003 roku obiekt wyburzono, a na jego miejsce wzniesiono kompleks Face2Face Business Campus.
Do 2015 roku działało Koło Wędkarskie Huty Baildon, które w 1969 roku skupiało 280 członków. Dysponowało łowiskami na Nidzie i Solinie. Funkcjonuje natomiast Oddział Zakładowy PTTK „Baildon” z siedzibą przy ulicy Gliwickiej 1, liczący według stanu z 2024 roku około 580 członków. Zebranie założycielskie Koła Zakładowego PTTK nr 55 przy Hucie Baildon odbyło się 12 grudnia 1953 roku. Powołano wówczas pięć sekcji: turystyki górskiej, narciarską, kajakową, kolarską i wysokogórską. W czasie działalności huty była jedną z najliczniejszych organizacji. W 1979 roku liczyła prawie 2,9 tys. członków, będąc wówczas największym oddziałem zakładowym PTTK w Polsce. W późniejszych latach liczba ta zaczęła spadać. Towarzystwo organizowało okolicznościowe rajdy, zloty i złazy, a jedną z masowych imprez był złaz „Hutnicza Wiosna”.

## Zagospodarowanie terenów pohutniczych

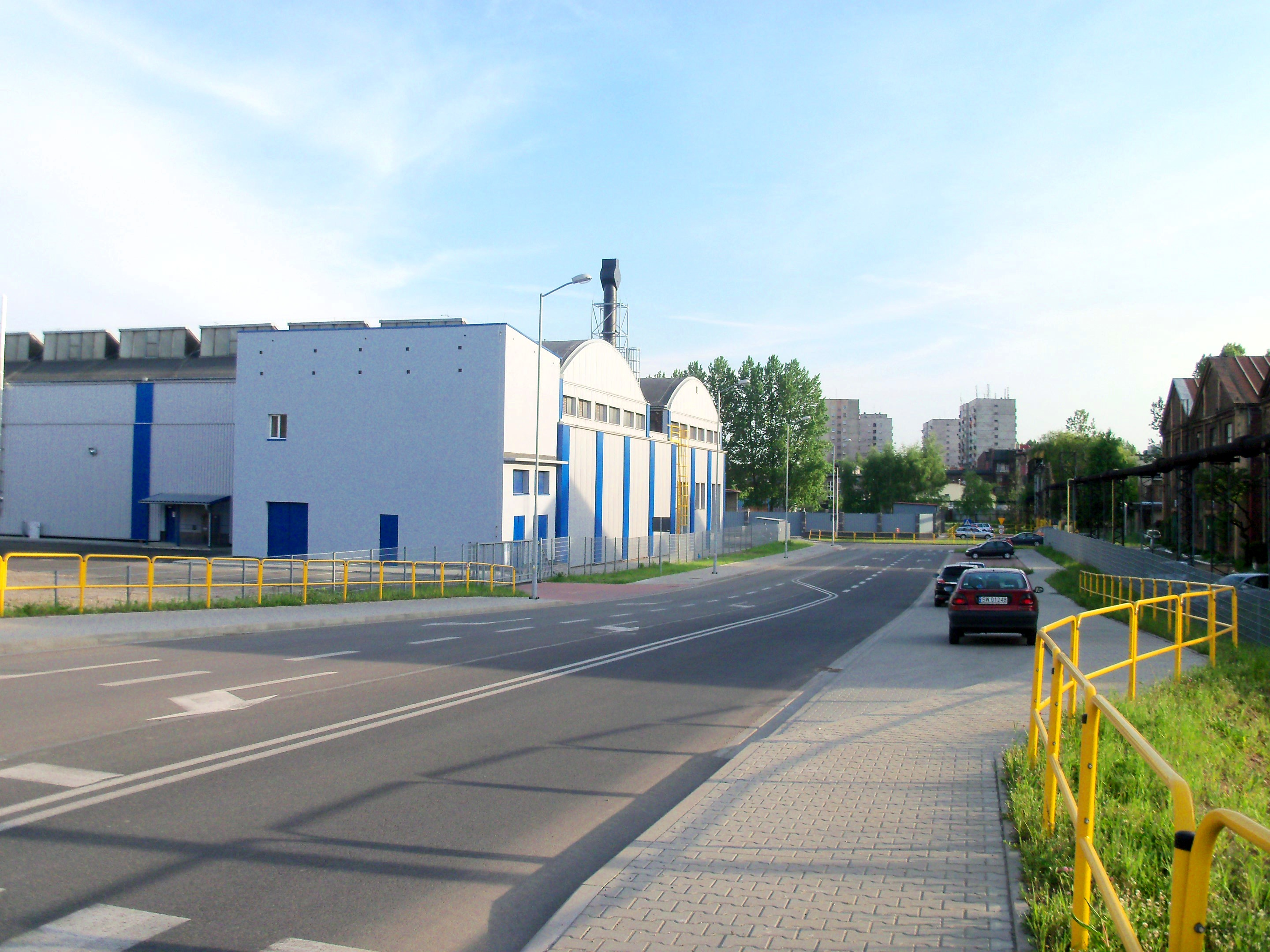
Fragment ulicy J. Baildona w kierunku Załęża; po lewej stronie hale przedsiębiorstwa BGH Polska (2011)

Tereny zlikwidowanej huty „Baildon” obejmują obszar położony w granicach katowickich dzielnic Dąb i Załęże, które rozdziela Rawa, w kwartale ulic Brackiej, Chorzowskiej i Żelaznej, w sąsiedztwie zlikwidowanej Kopalni Węgla Kamiennego „Gottwald”. Stanową one tereny usługowo-produkcyjne. Działalność gospodarcza koncentruje się na mniejszych powierzchniach, a zbędne tereny zostały przeznaczone na sprzedaż bądź wynajem. Na części terenów odbywa się także handel wielkopowierzchniowy, a nowe działalności mają w dominującej mierze charakter usługowy. Obszary te charakteryzują się dobrą dostępności do dróg tranzytowych. Dodatkowo zrealizowano na terenach pohutniczych nowy układ komunikacyjny – droga publiczna wraz z infrastrukturą dla zjazdu z ulicy Chorzowskiej (fragment ulicy J. Baildona) oraz do Silesia Business Park.

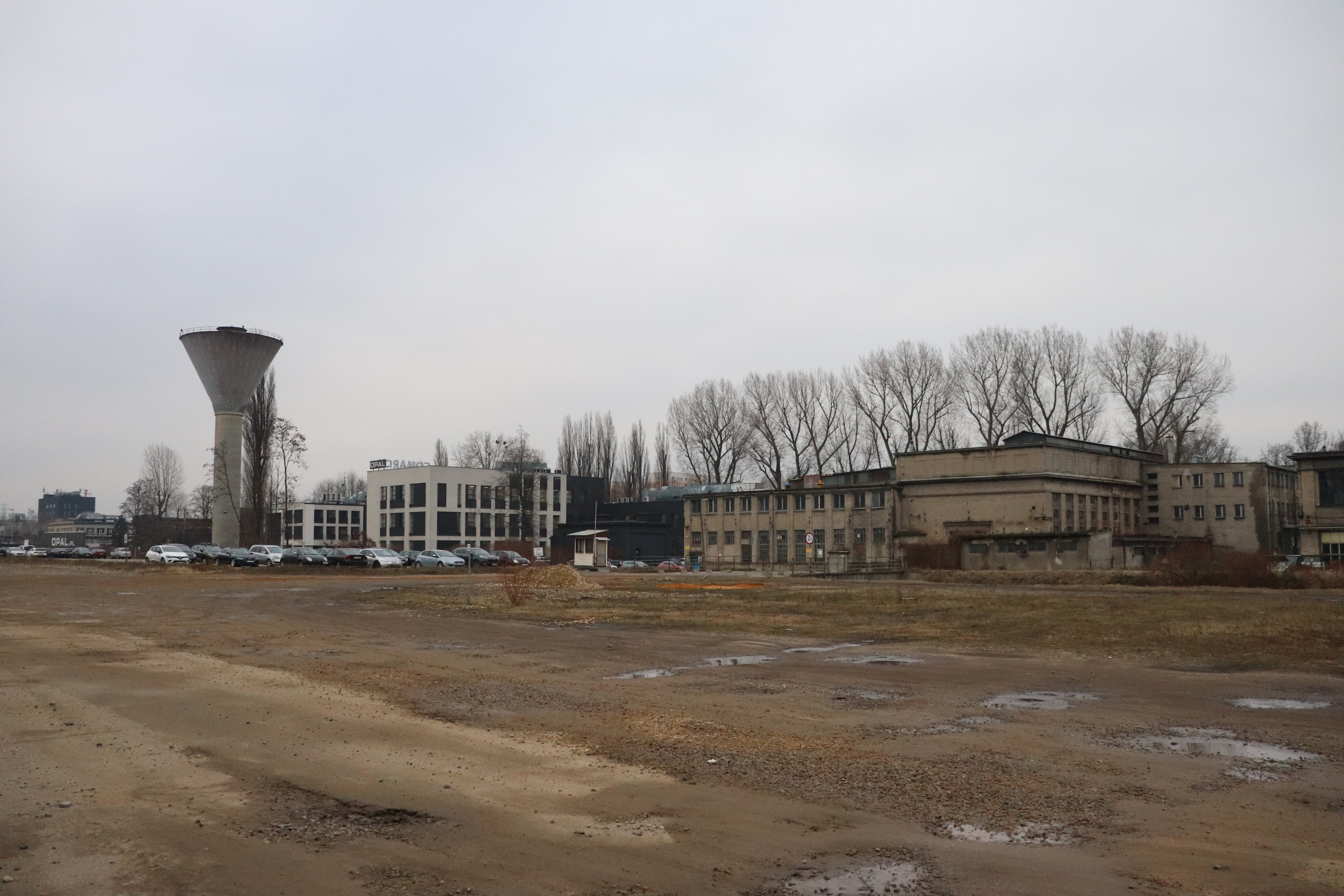
Tereny d. huty „Baildon” (2022)

Działalność na terenach zlikwidowanej huty „Baildon” prowadzą także przedsiębiorstwa, będące wcześniej wydziałami huty. W 1994 roku część Zakładu Węglików Spiekanych Baildonit połączyła się ze szwedzką spółką Sandvik, tworząc firmę Sandvik-Baildonit. W tym samym roku usamodzielnił się wydział produkujący elektrody, a dzięki udziałowi firmy ESAB utworzono wówczas spółkę Elektrody Baildon. ESAB Polska specjalizuje się w urządzeniach do spawania i cięcia oraz w materiałach spawalniczych. Siedziba spółki znajduje się przy ulicy J. Baildona 65. W 1996 roku założono spółkę Węgliki Spiekane „Baildonit”, którego partnerem stała się katowicka spółka Kopex. Siedziba przedsiębiorstwa znajduje się przy ulicy Brackiej 28.
W kwietniu 2004 roku firma BGH nabyła do syndyka spółki Huta Baildon walcownię. Zakład BGH Polska rozciąga się na obszarze 13 ha, w którym znajduje się hala przygotowania wsadu wraz z magazynem. Znajduje się tutaj walcownia prętów płaskich, wydział obróbki cieplnej i wykańczalnia. Przedsiębiorstwo produkuje stale do produkcji łopatek turbinowych, stale narzędziowe, stal do produkcji prowadnic liniowych, a także stal nierdzewną, kwasoodporną, żaroodporną i stopy niklu. 
Część obiektów zlikwidowanej huty Baildon została zrewitalizowana i przystosowana do nowych funkcji przez spółkę Opal Maksimum z siedzibą przy ulicy Opolskiej 22. Dawne hale produkcyjne zostały przystosowane na biura, sale konferencyjne i powierzchnie logistyczne, a także powstały zespoły budynków: Rawa Office, Centrum Biznesowe Baildona 66, Bracka Park czy Park Przemysłowo-Technologiczny Revita Park. Ponadto na terenach po hucie „Baildon” powstał Flyspot wybudowany w miejscu budynku laboratorium, a także hipermarket budowlany Leroy Merlin otwarty 14 czerwca 2019 roku.

## Obiekty zabytkowe i historyczne

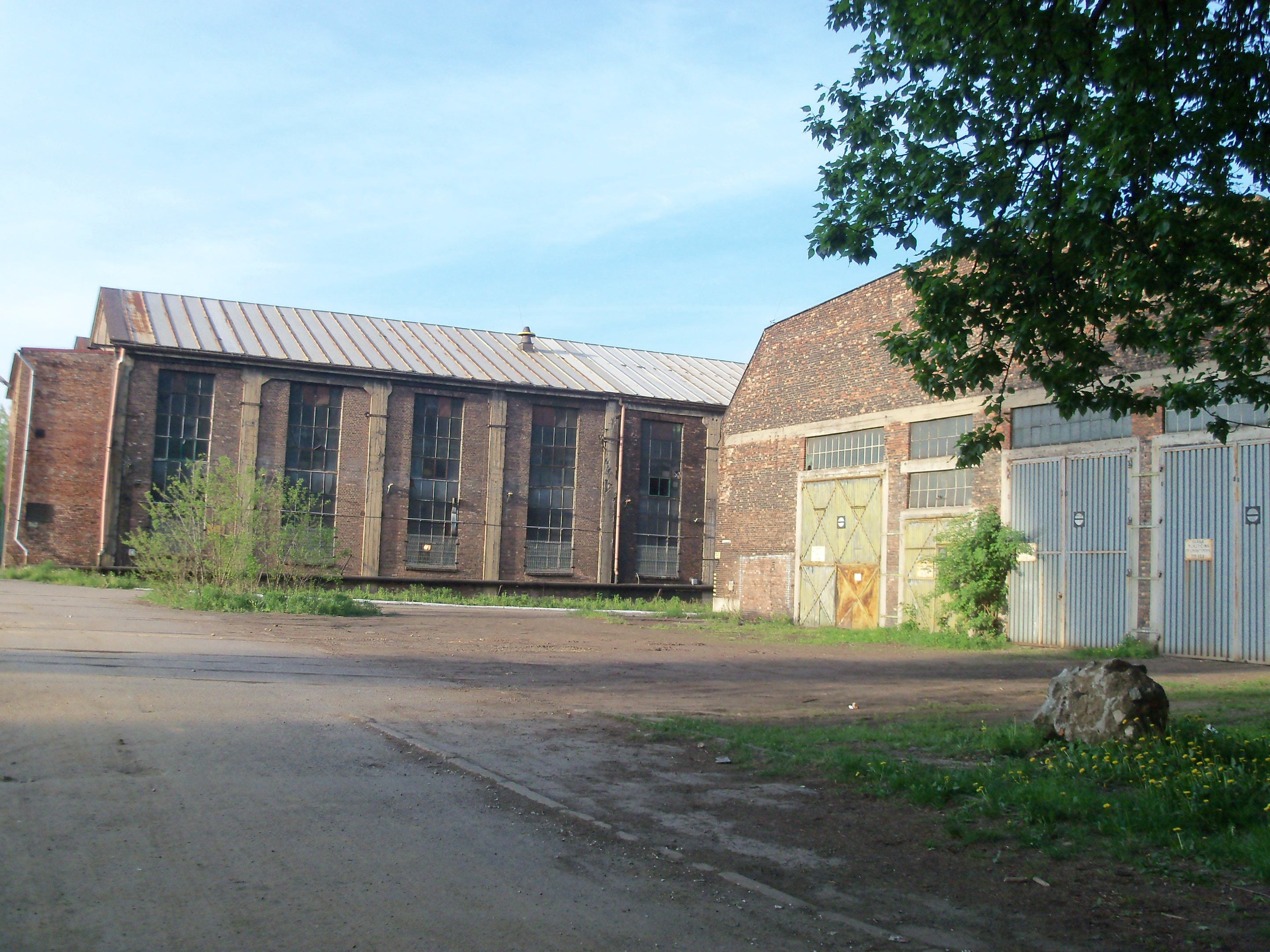
Fragment zabudowy zlikwidowanej huty „Baildon” (2011)

Teren Huty Baildon to jednolity funkcjonalnie kompleks przemysłowy. W odniesieniu do środowiska kulturowego ochroną konserwatorską zostały objęte obiekty i urządzenia świadczące o tradycji i historii przemysłu hutniczego, które w 2010 roku znajdowały się na terenie huty:
- Budynek dyrekcji[101] (ul. Żelazna 9) – z 1908 roku w stylu historyzującym o cechach neobaroku; jest to obiekt dwukondygnacyjny z poddaszem i podpiwniczeniem, zwieńczony dachem wielospadowym krytym dachówką; w środkowym ryzalicie budynku znajduje się wejście główne[20],
- Hala dawnej obróbki ciężkiej[101],
- Zespół walcowniczy IV (maszyna parowa z 1904 roku, klatka walców zębatych z 1904 roku, zespół walcowniczy „trio”)[101],
- Walcownia bruzdowa w której zamontowano unikatową maszynę parową z 1905 roku, zbudowaną w Erhardt & Sehmer Saarbrücken[101],
- Budynek kuźni i młotowni w których zamontowano: prasę parową do kucia swobodnego z 1917 roku produkcji Kalker Maschinen Fabrik Köln, młot parowy do kucia swobodnego z 1917 roku z Beche GmbH Hückeswagen[101],
- Zespół walcowniczy II (silnik napędowy z lat 30. XX wieku, klatka walców zębatych z 1916 roku, klatka walców zębatych z 1915 roku, zespół walcowniczy II − „duo” z 1916 roku)[101],
- Laboratorium[101],
- Zespół urządzeń wydziału kuźni W-39[101],
- Warsztat utrzymania ruchu, chłodnie kominowe, hala pieców[101].

## Znani pracownicy
- Mirosława Błaszczak-Wacławik – pracownica huty „Baildon” w latach 1982–1986, filozofka[102],
- Ewald Dytko – pracownik walcowni blach cienkich, wielokrotny reprezentant Polski w piłce nożnej i uczestnik Igrzysk Olimpijskich w Berlinie[103],
- Iwan Feszczenko-Czopiwski – kierownik zakładu naukowo-badawczego huty „Baildon”[78],
- Stefan Giebel – pracownik huty „Baildon”[13], działacz społeczno-polityczny, późniejszy poseł na Sejm Śląski[104][105],
- Mieczysław Kasprzycki – pracownik huty „Baildon” w latach 1935–1939, hokeista[103],
- Wilhelm Kollmann – dyrektor huty „Baildon” w latach 1865–1872, a następnie huty „Bismarck” (późniejsza huta „Batory”)[15],
- Józef Pilarczyk – inżynier huty „Baildon”[22],
- Marceli Siedlanowski – dyrektor huty „Baildon” w latach 1931–1939[106],
- Kiejstut Żemaitis – inżynier huty „Baildon” w latach 1933–1939, w okresie PRL minister hutnictwa i rektor Akademii Górniczo-Hutniczej[107].